# Casa dos Corsi
A Família Corsi foi uma das principais famílias nobres da cidade de Florença por muitos séculos.
Foi responsável, através da construção artística e contemporânea de seus Palácios, pela modificação e renovação de parâmetros antes aplicados a outros palácios na baixa idade-média, hoje transformados em Museus abertos a visitação. Os seus palácios foram o Palazzo Guicciardini Corsi Salviati, Palazzo Corsi em Anghiari, Palazzo Corsi-Horne, Palazzo 4º da Piazza Santa Croce, Palazzo Tornabuoni, Palazzo dei Boni, Villa Guicciardini Corsi Salviati,Palazzo Corsini, Villa Montughi, Palazzo Corsi-Albizzi, Giardino Corsi Annalena, Palazzo del Circolo dell’Unione e os Palazzos 3º, 4º, 5º, 6º, 7º, 8º, 10º, 12º, 14º, 15º e 16º em Santa Croce. 
Através de Jacopo Corsi dito "Pai dos Pobres, da Ópera e do Melodrama", pela ascensão da Camerata Fiorentina – ou de’ Bardi – e pela criação da primeira ópera que se tem notícias no mundo, Dafne, que compôs juntamente de Jacopo Peri com libretto de Ottavio Rinuccini, e que foi apresentada em um de seus palácios em 1597. Foi responsável também por organizar Euridice em 1600 e pela mais antiga que se têm notícias, A Mascherata de Pan, qual vestígios apenas repousam no Archivo di Stato de Firenze. Após a morte de Jacopo, através do irmão dele, Bardo, pela organização de L’Argonautica em 1607. 
Foram exímios financiadores e mecenas  que comissionaram e patrocinaram o desenvolvimento e trabalho de diversos artistas, dentre os quais estão Jacopo Peri, Ottavio Rinuccini, Giulio Caccini, Cigoli, Cristoforo Stati, Giulio Parigi, Pompeo Caccini, Settimia Caccini, Remigio Cantagallina, Zanobi Lastricati, Orazio Mochi, Giorgio Vasari, Domenico Ghirlandaio, Bartolomeo Ammannati, Cosimo I de’ Medici, Giuseppe Manetti, Pandolfo Sacchi, Antonio Novelli, Giambattista Marino, Alessandro Rondoni, Giovanni Caccini, Andrea Bôscoli, Pietro Bernini, Francesco Furini, Gherardo Silvani, Pompeo Caccini, Vittorio Barbieri, Romolo Ferrucci del Tadda, Baccio del Bianco, Stoldo Lorenzi, Giuliano da Sangallo, Simone del Pollaiolo, Cristofano Allori, Alessandro de Cristofano Allori, Cristofano de Alessandro de Cristofano Allori, Giovanni Boldini, Jean-Auguste Dominique Ingres, Andrea Appiani, Giulio Traballesi, e muitos, muitos outros. 
Com exceção dos títulos diplomáticos de Capitão, Comissário e Embaixador que muito ocuparam, mas que foram excluídas desta soma, foram ao todo 199 cargos públicos na cidade de Florença, dentre os quais 10 para a posição de Gonfalonieri di Giustiza, 34 para Priore delle Arti, 34 para membro dos Dodici Buonomini, 25 para membro dos Sedici Gonfalonieri di Compagnia, 3 para a posição de Senadores, 13 para Juízes do Tribunale della Mercanzia, 37 como Notários a Serviço da República Florentina e 43 como Cônsules em suas respectivas guildas. 
Fundaram um monastério camaldulense em 1402 na cidade de Florença sob o nome San Benedetto, próximo ao monastério Santa Maria dei Angeli, onde ergueram em seu nome uma capela chamada San Antonio e que não mais existe. Além deste monastério fundaram a igreja San Pellegrino em San Pellegrinetto em 1680 e Santa Maria dei Candeli em Florença em 1250 onde nesta última também possuíram uma capela. Foram responsáveis, também, pela reconstrução da Basilica de San Lorenzo em Florença, onde dotam até os dias de hoje uma capela que nomearam San Giuliano, assim como diversas tumbas históricas, e da reconstrução da Matriz de São Sebastião do Ribeirão Preto na cidade homônima em 1909. Outra capela desta família chamada Rosário com diversas Tumbas repousa em Santa Maria Novella, sem contar a que herdaram da família de’ Nome – ou de’ Nemi – em Santa Maria Alberighi, como aquela com algumas tumbas em San Paolino, uma Tumba em Santa Maria del Carmine, um Altar e diversas Tumbas em Santa Croce, e, por fim, uma Tumba em Santa Trinita, onde foi enterrada Nera Corsi, a primeira mulher casada, em toda Itália, a possuir uma tumba para si no século XV. 
Através de Niccolò de Francesco de Domenico Corsi, foram responsáveis pelo mantimento do manuscrito histórico de Ma’oz Tzur, conhecido como Yeshuati, que fizeram cópia entre 1460 e 1462. 
Em seu nome foram batizadas as Ruas Via dei Corsi em Florença, Via del Corso em Florença. 
Foram seus feudos o Castelo de Caiazzo de onde Bardo Corsi foi consagrado Marquês de Caiazzo pelo Rei Filippo IV d’Asburgo da Espanha em 31 de julho de 1623, o Castelo ou Rocca de Trassilico de onde Antonio Corsi foi por intermédio do Duque da Modena Francesco I d’Este, consagrado Marquês de San Pellegrinetto pelo Imperador Ferdinando II d’Asburgo do Sacro Império Romano-Germânico em 29 de maio de 1635, o feudo de Montepescali de onde Amerigo ascendeu Marquês de Montepescali por concessão do Grão-Duque Ferdinando II d’Asburgo-Lorena em 1819 e a Baronia de Turri e Moggio, que galgaram por fim. 

## Origem

Bandeira Oficial da Ilha de Córsega

Corsi é um sobrenome originário da ilha da Córsega, ou se pronunciada em seu dialeto original, em Corso, ilha Corse, significa o plural de seu povo, comumente conhecidos como Corsos. Na língua italiana, o plural sempre é definido pela vogal "i", sendo o plural da palavra Corso, os Corsi. Daí seu surgimento. Todo nascido na ilha então, se não tivesse um sobrenome familiar, tornava "Fulano Corsi", sobrenome utilizado como método de identificação e pertencimento. Além deste, outros sobrenomes também nasceram derivados deste mesmo sentido, do pertencimento do povo a depender da região da ilha em que viviam, como os sobrenomes Corse, Corso, Corsini, Bonnaccorsi ou Corsú, sendo o último mais primitivo e incomum. 
O povo Corso é descendente dos Lígures de quem adotou os costumes primitivos, e passaram a viver nas montanhas da ilha de Corsi – ou Córsega – até que foram dominados pelos Romanos, ocasião em que se espalharam por diversas áreas da Itália. Nos mitos deste último povo, que detinha a escrita, o povo Corsi descendia de uma ninfa chamada Corsica que passou a habitar o lugar (Córsega) e a cultivar gado.   
Se tornaram padroeiros destes povos e foram por eles cultuados em certos períodos históricos a supracitada ninfa Corsica e outros Ancestrais, o Deus Grego e Romano Apollo, Santa Giulia da Córsega, Santo Pellegrino dos Alpes e Branco seu assistente, e, inclinados ao modo de adoração eremita, alinharam-se ao pensamento católico camaldulense. 
Ao serem dominados pelos Romanos por setecentos anos, evoluíram e desenvolveram, dentre outras coisas, a escrita. É da colônia de pessoas Corsas fundada pelo Papa Leão IV, entre 790 e 853, que desabrocha a linhagem mais antiga e rastreável deste povo, que, ao defenderem o papado de Gregório VII contra Enrico IV da Alemanha, são também pelo papado expulsos e perseguidos em Roma, na figura de Pasquale II, ocasião em que migram para diversas regiões italianas, dentre as quais a cidade de Florença. 
Estabelecem primeiro em Sesto Fiorentino, perto de Fiesole, até galgarem espaço na capital Florença, onde iniciam nas guildas até que galgassem cargos públicos na cidade. A primeira guilda em que atuaram foi a Arte degli Albergatori, onde são descritos como tendo uma grande taverna e pousada na Via dei Candeli no século XI chamada della Candigola. 
No entanto, passam a circular ao longo dos séculos por diversas outras guildas que lhe trouxeram maiores prestígios, sendo as principais as guildas maiores da Arte dei Giudici e Notai, onde foram grandes Notários, Arte della Seta, onde foram Setaiolos, e a Arte della Lana, onde foram Ritaglatores e Lanaiolos. É precipuamente da Arte della Seta e Arte della Lana que insurgem os primeiros títulos políticos da família no mear do século XIV. 
Muito embora se aborde especificamente sobre o ramo florentino, por ser aquele mais antigo e com mais fontes, o Archivio di Stato di Firenze aponta em suas pesquisas que para todos os ramos da família Corsi, seja de qualquer lugar que despontaram na Itália, foram provenientes em algum momento da ilha da Córsega.  Os Corsi de Modigliana, por exemplo, se mudaram da Córsega para Portoferraio em Livorno no século X, ascendendo a nobreza após servirem como cônsules ao Rei das duas Sícilias em 1840. Os Corsi de Pisa, por sua vez, são provenientes de Saint-Florent, uma pequena cidade da Córsega. De todo o resumo, o mais claro, todos os Corsi, ainda que não mencionados e não claramente relacionados, são interligados não só pelo sobrenome, mas pela sua raiz-base, que sempre será sua pátria de origem, a quem sempre será atribuída o ponto de partida e a ancestralidade comum.  

## História Florentina
Descritos como poderosos patrícios romanos do Papa Gregório VII, os Corsi de Florença possuem o sangue real lombardo, sendo descritos como uma família de uma linhagem muito antiga que passou a viver na Toscana, proveniente de Roma.   São descritos como uma família inicialmente dotada de muitas forjas, recém chegados de Fiesole e de Dicomano. Segundo Luigi Passerini, arquivista, genealogista, historiador, escritor e diretor da biblioteca nacional central de Florença, mudaram-se para Florença depois da destruição da cidade de Fiesole em 1010, como pode-se constar em um dos versos de Verino. 
Após a mudança para Florença, em um outro documento são mencionados genericamente como vivendo nas esquinas dei Candeli por volta de 1057.  A esquina que se trata o referido é aquela que hoje se localiza na encruzilhada no final da Via degli Alfani e início da Via dei Pilastri, cortada pela rua Borgo Pinti, onde antigamente se chamava apenas Via dei Candeli. O nome da rua por sua vez deriva de uma pousada e taverna chamada “della Candigola”, popularmente conhecida à época pela plebe como Candigli e Candeli e que de fato foi pertencente à família Corsi. 
Permaneceram nestas esquinas com residências e negócios, tais como as pousadas, até o intermédio do século XIII, momento em que passam a doar os imóveis e os tratam como propriedades secundárias. Um manuscrito transcrito da obra de Baldassare Bonaiuti, Istoria Fiorentina, ilustra que em 1210 parte dos familiares já habitava San Simone em Santa Croce (escrito como Sesto de San Piero Scheraggio) e outro grupo habitava o povoado de San Lorenzo em San Giovanni (escrito como Sesto de Porta del Duomo). No final de 1250 os florentinos queriam um monastério de freiras da ordem agostiniana em Florença. Para tanto, Lapo Corsi, o progenitor mais antigo da dinastia, trouxe quinze freiras do convento agostiniano de Montelupo e doou a pousada della Candigola, composta de duas residências de esquina, para que estas mesmas freiras fundassem um mosteiro na cidade de Florença, o que imediatamente foi feito naquele lugar que batizaram Santa Maria dei Candeli.  
Vestígios antigos de sepultamentos que ocorriam neste monastério, especificamente na igreja, hoje perdidos, podem indicar que Lapo, assim como alguns de seus sucessores foram nela sepultados, tendo em vista a prestimosidade e proximidade da família entre a igreja e onde viviam neste século, além de terem sido os fundadores do mosteiro, e, concomitante, ao fato dos membros mais antigos da família Corsi não se encontrarem nas tumbas familiares mais antigas na Basílica de Santa Croce, San Paolino, Santa Maria Novella e San Lorenzo. Estima-se que ao menos quinze indivíduos possam ter sido sepultados nela: o próprio Lapo, seu filho Ser Bartolo da Sesto, seus netos Ser Lapo Corsi da Sesto e Filippo Corsi, além de alguns de seus bisnetos e trinetos. 
Sobre o filho de Lapo, Ser Bartolo Corsi da Sesto, tudo que se sabe é que foi um notário ativo em Florença em 1263, e, portanto, membro da Arte dei Giudice e Notai, uma das mais prestigiadas, poderosas e cultas guildas florentinas.  Dos três filhos conhecidos de Ser Bartolo, dois foram da Arte dei Giudici e Notai, e do terceiro, Filippo, originou a linhagem que ficou conhecida posteriormente como “Corsi di Ser Bartolo” ou “Corsi-Albizzi”.  Os descendentes deste Filippo di Ser Bartolo da Sesto aparecem como vivendo em Porta del Duomo, especificamente no povoado de San Lorenzo, enquanto os outros dois irmãos, Ser Giovanni e Ser Lapo são vistos vivendo em San  Pancrazio no povoado de San Paolino, levando a crer que, quem habitava e detinha os imóveis em San Piero Scheraggio no povoado de San Simone era o próprio Ser Bartolo da Sesto, e seu antigo pai, progenitor da linhagem Corsi, Lapo, qual imóvel passa ao neto dele, Ser Bartolo da Sesto di Ser Lapo Corsi da Sesto, onde anos à frente é visto vivendo no supramencionado povoado de San Simone em San Piero Scheraggio com sua esposa Manente Buondelmonti.  
Um dos filhos deste Ser Lapo da Sesto chamado Francesco se casa em primeiras núpcias com Cilia di Corso di Bardo di Buonamico Bonamici, de onde os filhos adotam a nomenclatura "Corsi-Bonamici", sendo este o ramo mais prestigioso da família Corsi, de onde descende Jacopo Corsi, Nera Corsi e todos aqueles que galgam maiores destaques, possessões e títulos nobres.  

## Legado

#### Artístico

##### Livros, Composições e Músicas

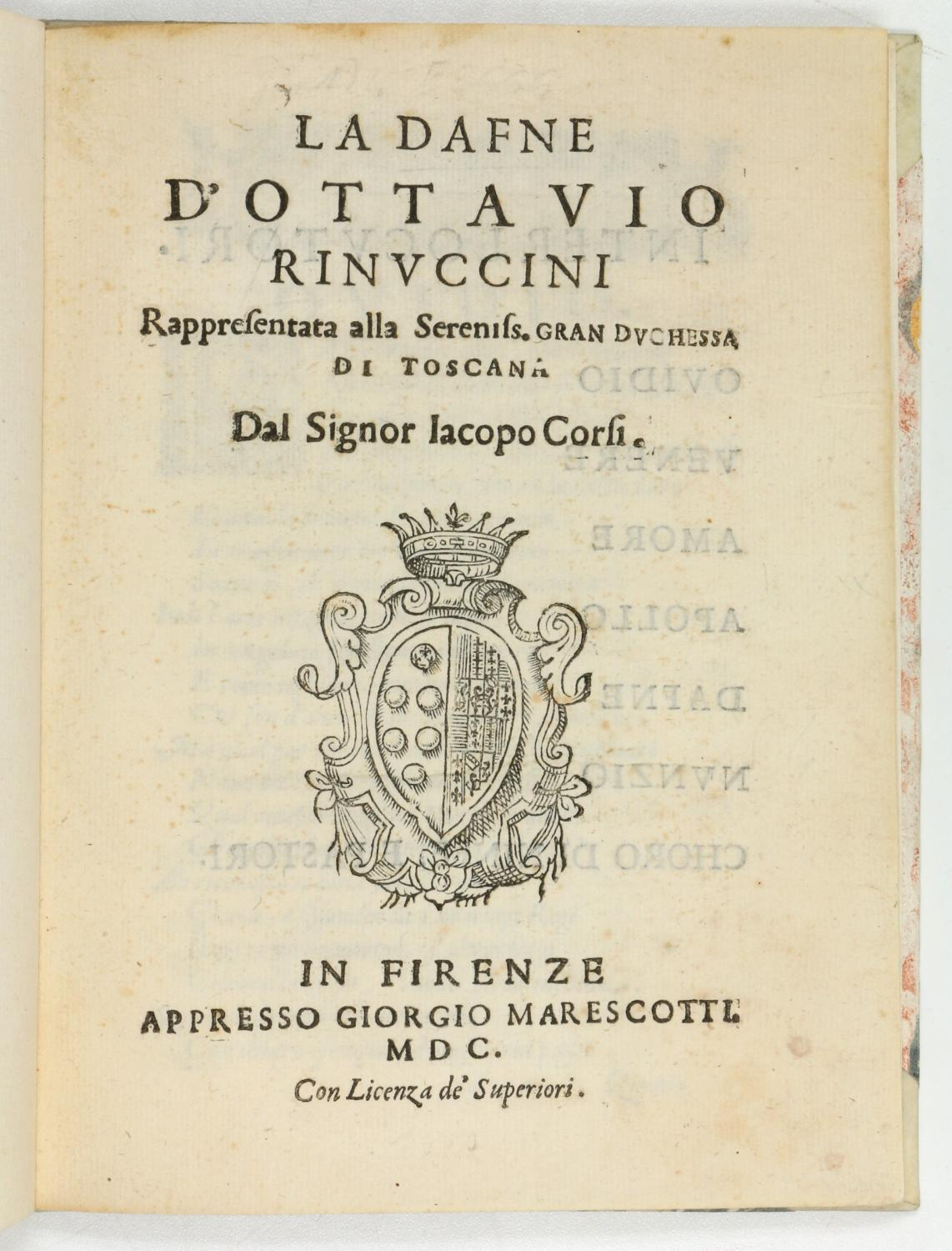
Capa de Dafne mencionando o nome de Jacopo Corsi.

###### Mascherata di Pan
Assim como assinala a obra de Donatella Pegazzano, Committenza e collezionismo nel cinquecento, La famiglia Corsi a Firenze tra música e scultura, a Mascherata di Pan foi uma das primeiras composições de Jacopo Corsi, criada em 1586. No entanto, jamais foi apresentada ou publicada, e acabou se perdendo no tempo, tendo apenas registro de sua existência nos Arquivos Familiares localizados no Archivo di Stato di Firenze. Ela foi o prelúdio para a concretização e criação da primeira ópera mundial, Dafne, qual Jacopo também ajudou na composição. 

###### Dafne
Apesar de muito esquecido quanto aos créditos da canção, se não fosse por Jacopo Corsi, certeiro seria que Dafne não existisse e não teria tomado as proporções que tomou. Isto porque além de contribuir compondo parte da peça e patrociná-la, cedeu o Palazzo Corsini em Florença para estreia privativa da mesma no Carnaval de 26 de Dezembro de 1597, sob o olhar e presença de importantes autoridades florentinas. 
Tudo começou em 1590, quando Jacopo Corsi, ao ser um dos líderes da Camerata Fiorentina,  associou-se com o cantor e compositor Jacopo Peri. Ambos sentiam que a arte contemporânea estava inferior às obras clássicas gregas e romanas, e decidiram tentar recriar a tragédia grega de Apolo e Dafne. Peri e Corsi contaram com a participação de Ottavio Rinuccini para criação do libreto. Anos depois, por volta de 1594, o projeto estava concluído e se consagrava como a primeira ópera mundial, é o que conta a obra Metamorfosis de Dafne em la história de la ópera por Cotello Beatriz.  
No Carnaval de 26 de dezembro de 1597, agora diz Donatella Pegazzano, Jacopo a apresentou em seu palácio na presença de ilustres autoridades, como o Sr. Don Giovanni de' Medici, que era um de seus melhores amigos, tendo incrível repercussão e fomentando a ópera nas camadas mais nobres florentinas. Corsi e Peri foram amigos por longa data e partilhavam dos mesmos ideais, uma amizade que perdurou séculos através de suas obras. Seis fragmentos da composição sobreviveram, dois de Corsi e quatro de Peri, todavia, a maior parte da música escrita por Corsi e Peri está perdida. O libreto, de Ottavio Rinuccini, sobreviveu intacto. Na capa do libreto de Ottavio está escrito “Texto de Ottavio Rinuccini, música de Jacopo Corsi e Jacopo Peri”.  
No Carnaval de 26 de Dezembro de 1597, Jacopo a apresentou em seu palácio na presença de ilustres autoridades, como o Sr. Don Giovanni de' Medici, tendo incrível repercussão e fomentando a ópera nas camadas mais nobres florentinas.
Corsi e Peri foram amigos por longa data e partilhavam dos mesmos ideais, uma amizade que perdurou séculos através de suas obras.
Seis fragmentos da composição sobreviveram, dois de Corsi e quatro de Peri, todavia, a maior parte da música escrita por Corsi e Peri está perdida. O libreto, de Ottavio Rinuccini, sobreviveu intacto.

###### Euridice
Segundo o livro de Donatella Pegazzano, Committenza e collezionismo nel cinquecento, La famiglia Corsi a Firenze tra música e scultura, apesar de ter sido uma ópera encomendada para um casamento da família Medici, ela não financiou a produção desta ópera, muito menos a organizou. A maior parte do financiamento e apoio veio de Jacopo Corsi e de seu irmão Bardo, que usando de seu próprio patrimônio e influência, a realizaram como parte do festivo do casamento entre Maria de Médici e o Rei Henrique IV de França quais estavam organizando. Foi o próprio Bardo, inclusive, que adiantou grande soma necessária para o dote dos nubentes, e, pelo mesmo motivo, que a corte comemorou a realização deste casamento em seu Palácio, na Villa Corsi, hoje conhecida como Villa Guicciardini Corsi Salviati. 
A Ópera que estreou em 6 de outubro de 1600 no Palazzo Pitti, foi composta por Jacopo Peri e Giulio Caccini, com libretto de Ottavio Rinuccini, os mesmos componentes e membros que construíram "Dafne" anos antes, amigos íntimos de Jacopo Corsi. O memorável evento musical ficou caracterizado, também e principalmente, pela cenografia de Ludovico Cigoli, na criação de trajes de grande beleza desenhados pelo mesmo.  Além de financiar e dirigir o evento, Jacopo ainda participou tocando cravo (uma espécie antiga de piano) na apresentação. Anos depois da apresentação, no inventário de Jacopo pontuado após sua morte em 1602 que se encontraram os trajes desenhados por Ludovico. As roupas de Plutão e Orfeu, e, além disso, dez vestidos de ninfas drapeados em Dourado. Evidente que permaneceram na posse de Jacopo porque havia sido ele quem havia financiado Euridice e propiciado sua existência. Todos os feitos e esforços de Jacopo Corsi se resumem em Euridice, um coroamento de anos de estudo, pesquisa, e de contatos que adquiriu ao longo da vida. Euridice afirmou a família socialmente perante a mais alta nata de nobres de Florença, e suas tentativas de ressurreição e homenagem persistem até os dias de hoje.  Em comemoração a este feito que Jacopo encomendou a estátua de "Orfeu" a Cristoforo Stati em 1600, informação também presente no livro Rondoni e Balassi: The Patronage of Domenico Maria Corsi de Andrea Bacchi, Federico Berti e Donatella Pegazzano.  

###### L'Argonautica

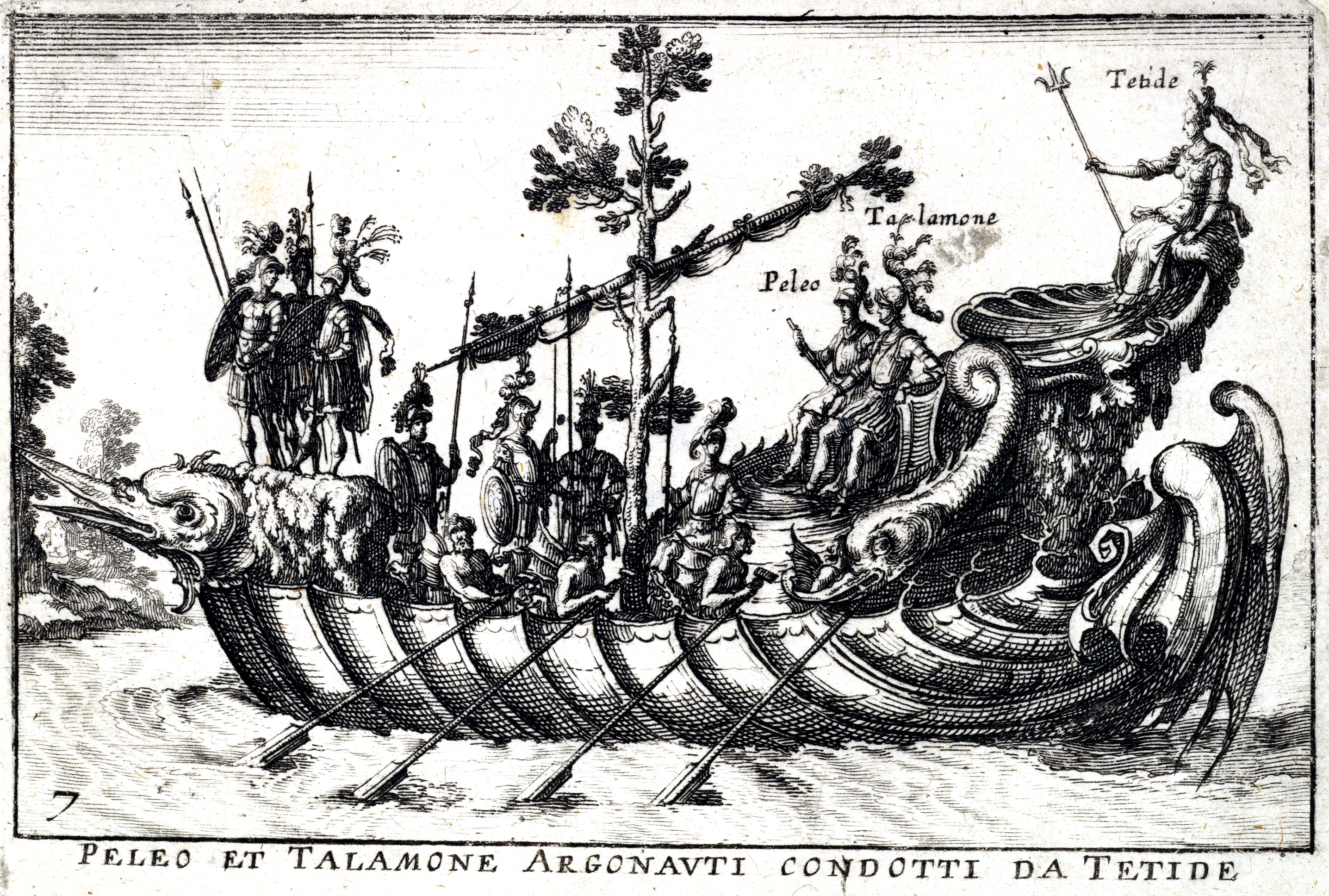
Gravura de Remigio Cantagallina, em 1608, retrata barco de Bardo e o desenha interpretando Anfião.

O legado de Jacopo na música foi seguido por seu irmão Bardo, conforme segue o que consta no livro de Donatella Pegazzano, já supramencionado. Anos depois do primeiro sucesso com Eurídice e da exímia organização marital do casamento de Maria de Médici e o Rei Henrique IV da França, em 1608 Bardo Corsi foi encarregado pela família Medici para cuidar da comemoração do casamento de Cosme II de Médici e Maria Madalena da Áustria, todavia, nesta ocasião, Bardo não contou com a ajuda de seu irmão Jacopo Corsi e de sua tamanha influência no meio artístico de Florença, pois havia falecido em 1602. Entre outras coisas, Bardo financiou um dos dezoito navios fantásticos para a apresentação de L'Argonautica no Rio Arno no dia 3 de novembro de 1608 em Florença. Bardo encomendou o navio diretamente a Giulio Parigi, o arquiteto oficial das celebrações, e a Pompeo Caccini os projetos de trajes e equipamentos para à tripulação de seu barco. De acordo com a descrição dada por Francesco Cini, o navio do Bardo foi o do Anfião, o mítico marido de Niobe que conseguiu, com a magia do som de sua lira, mover as pedras necessárias para construir as paredes de Tebas. Anfião, inclusive, na ocasião foi interpretado pelo próprio Bardo que, nessa qualidade, dirigiu o navio. A cena feita por Bardo, com todos os outros da Argonáutica, foram retratadas em uma gravura de Remigio Cantagallina. 

###### O Manuscrito histórico de Ma’oz Tzur (Yeshuati)

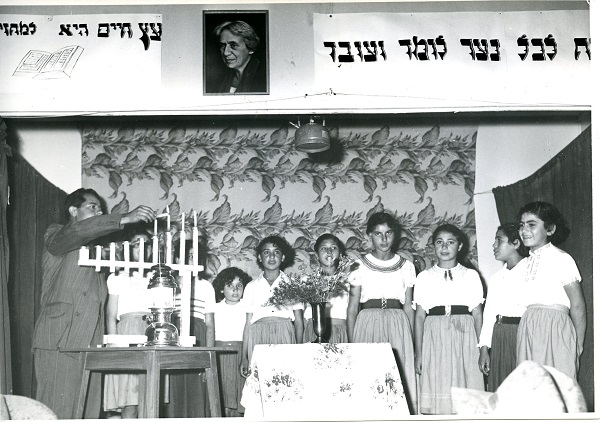
Garotas cantando o Ma’oz Tzur entre as décadas de 1940 e 1950

Niccolò di Francesco di Domenico di Francesco di Lapo di Ser Francesco Corsi foi um indivíduo acoberto de tragédias e muito espiritualista do ramo de Domenico di Francesco Corsi dos Corsi-Bonamici, órfão de pai e mãe ainda quando criança e do irmão na adolescência, foi criado dentre os tios e os primos. Já adulto, entre 1460 e 1462, ele faz uma cópia e guarda sob sua posse um livro de “Yeshuati” – poema litúrgico judaico conhecido também como Ma’az Tzur, escrito em hebraico e cantado no feriado de Hanukkah. É, a partir deste livro, posteriormente doado à Santa Maria Novella, que os povos atuais puderam traduzir estas escritas. 

##### Esculturas

###### Orpheu

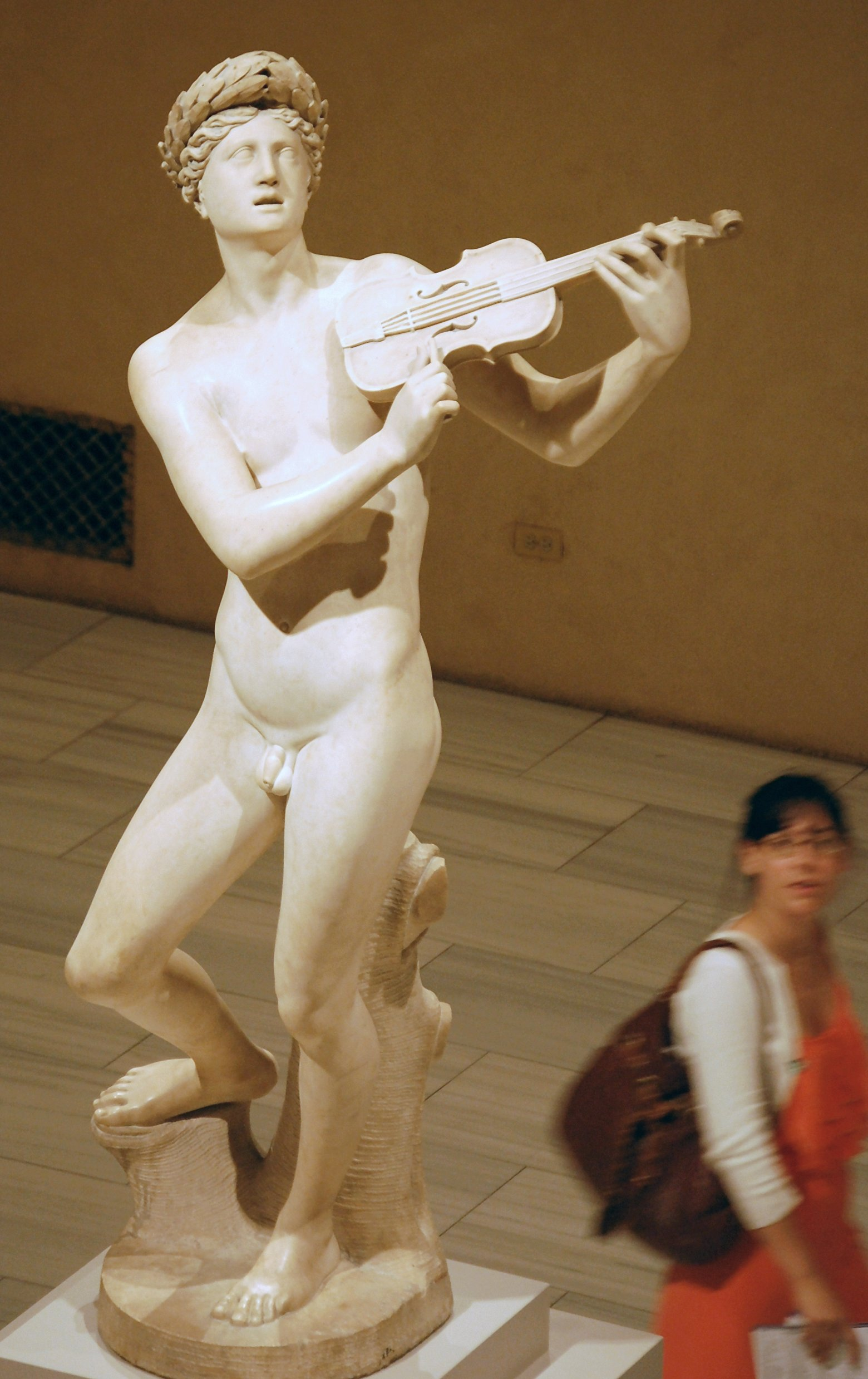
Orpheu de Cristofano Stati foi uma ordem de Jacopo Corsi.

Em 23 de fevereiro de 1601, um ano antes de sua morte, Jacopo Corsi, em comemoração ao sucesso da ópera "Euridice" que fora financiada, apoiada e organizada por ele e seu irmão para o casamento de Maria de Médici e o Rei Henrique IV de França, encomendou a escultura de "Orpheus" e um "Tritão" a Cristoforo Stati por dez escudos, sendo reconhecida como a última de suas encomendas. Embora a estátua de "Tritão" tenha se perdido no Tempo, "Orpheus" ainda vive. De 1601 a 1607, a estátua repousou no Palácio Principal de Artes de Jacopo, localizado no Palazzo Corsini na Via Del Parione. Em 1607 a estátua foi transportada ao Palácio Tornabuoni pelo seu irmão Bardo Corsi, para integrar sua coleção pessoal de obras de arte e receber uma sala a sua dedicatória, a "sala d'Orfeu" localizada no térreo 72 do palácio.  
"Orpheu" foi vista, desde então, sob a posse do Marquês de Caiazzo Bardo Corsi, irmão de Jacopo, quem havia herdado seus bens e a curadoria de seus filhos até sua morte. Bardo se importou em demasiado com a estátua, que em tese, se relacionava com seu irmão e deu a ela exímio destaque em seu palácio. Não só completando o projeto original de Jacopo e Cristoforo Stati de tê-la concebido como uma escultura para uma fonte, mas também garantindo o relevo que possuía na história da família. A estátua ainda pôde expressar seu significado simbólico e serviu como uma lembrança das obras e ações de Jacopo, que havia morrido prematuramente, referindo-se, também, a um evento marcante para a história da família: a representação de Eurídice, por sua vez conectada com o casamento de Maria de' Medici, fato que sancionou a importância e proeminência da família Corsi entre a aristocracia ligada à corte dos Medici. 
Em 1638, 14 anos após a morte de Bardo Corsi, alguns dos filhos de Jacopo, Monsenhor Lorenzo Corsi, que como seu pai havia cultivado o amor pela música e era um mecenas, e o Marquês Giovanni Corsi, que havia herdado os bens e títulos de Bardo, que havia morrido sem filhos, redecoraram a sala de Orfeu, dando-lhe manutenção, na mesma época em que estavam focados no embelezamento do Palazzo Tornabuoni e da Villa Corsi em Sesto Fiorentino. A lembrança de Jacopo ainda se fazia presente nesta época, onde era constantemente lembrado e associado a estátua por seus filhos. 
No século XIX, a família sofreu grande colapso econômico, uma falência perpetuada aos dias de hoje, qual fortuna a família Corsi jamais recuperou. "Orpheu" foi uma consequência desta grave crise e foi vendida por Tommaso Corsi, membro do ramo que possuiu o Palazzo Tornabuoni a época em 10 de janeiro de 1824, onde erroneamente classificou a estátua como sendo "Um Apolo que toca violino". Tal atitude, até hoje, ainda é considerada uma ofensa a lembrança de Jacopo para os outros membros cadetes da família.  Após vendida, continuamente, entre 1926 e 1930, fez parte do luxuoso catálogo de Stella Rubinstein, chamado de Blumenthal e da coleção de Joseph Spiridon, no início do século XX.  Logo depois, em um período não especificado na história, passou a ser propriedade do magnata americano George Blumenthal, até que foi doada ao Metropolitan Museum of New York em 1941 e ali permanece até hoje. Orfeu entrou no museu com a atribuição errônea a Pietro Francavilla e a identificação igualmente incorreta, mas compreensível, como Apolo, culpa do próprio Tommaso que assim a havia vendido anos atrás, sendo corrigida somente em 1948 quando Filippo Rossi Forneceu aos gerentes do Metropolitan Museum a preciosa correção de atribuição sobre a peça em sua posse. 

###### Os Corsi e a Família Caccini
A partir de 1578, Jacopo Corsi esteve em contato por pelo menos uma década com Giulio Caccini, o presenteando com dinheiro e inúmeros presentes. Por ao menos um ano, Giulio foi um artista assalariado e patrocinado por Jacopo, e forneceu não só obras artísticas, como diversos móveis a família: Um estúdio feito em Mármore e uma mesa lateral de nogueira para dobrar e segurar livros de música. A amizade entre os dois fora de longa data e o Compositor ficou conhecido por ser intermediário na compra dos mobiliários do Palazzo Corsi, a pedidos de Jacopo. Em 1604, após dois anos da morte de seu amigo, Giulio ainda ficou encarregado da venda de alguns de seus bens, como "um grande órgão de madeira" e uma viola.
Quanto ao irmão de Giulio, o escultor Giovanni Caccini, em 1588 Jacopo o contratou juntamente do pintor Santi di Tito por 63 ducados para a realização póstuma do Busto de Giulio Corsi, irmão de Jacopo falecido no ano de 1586 em Madrid na Espanha, e de seu pai Giovanni di Jacopo, que havia falecido muitos anos antes.  As obras foram finalizadas e erguidas em 1593 na Villa Corsi em Sesto Fiorentino. 
Além disso, o irmão de Jacopo, o primeiro Marquês de Caiazzo Bardo, também encomendou uma escultura para si, que hoje se encontra afixada na entrada do antigo Palazzo de Bardo, o Tornabuoni. 

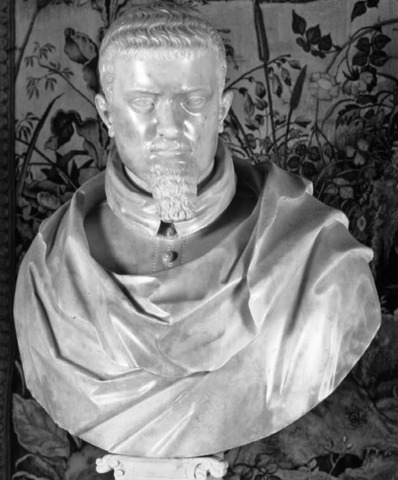
Busto de Giulio Corsi por Giovanni Caccini
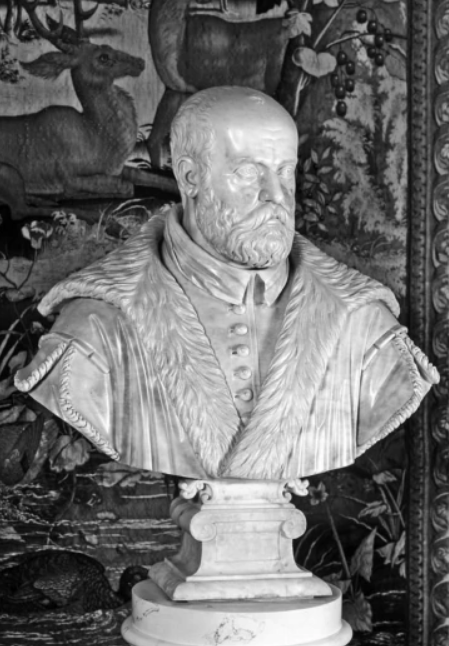
Busto de Giovanni di Jacopo Corsi por Giovanni Caccini
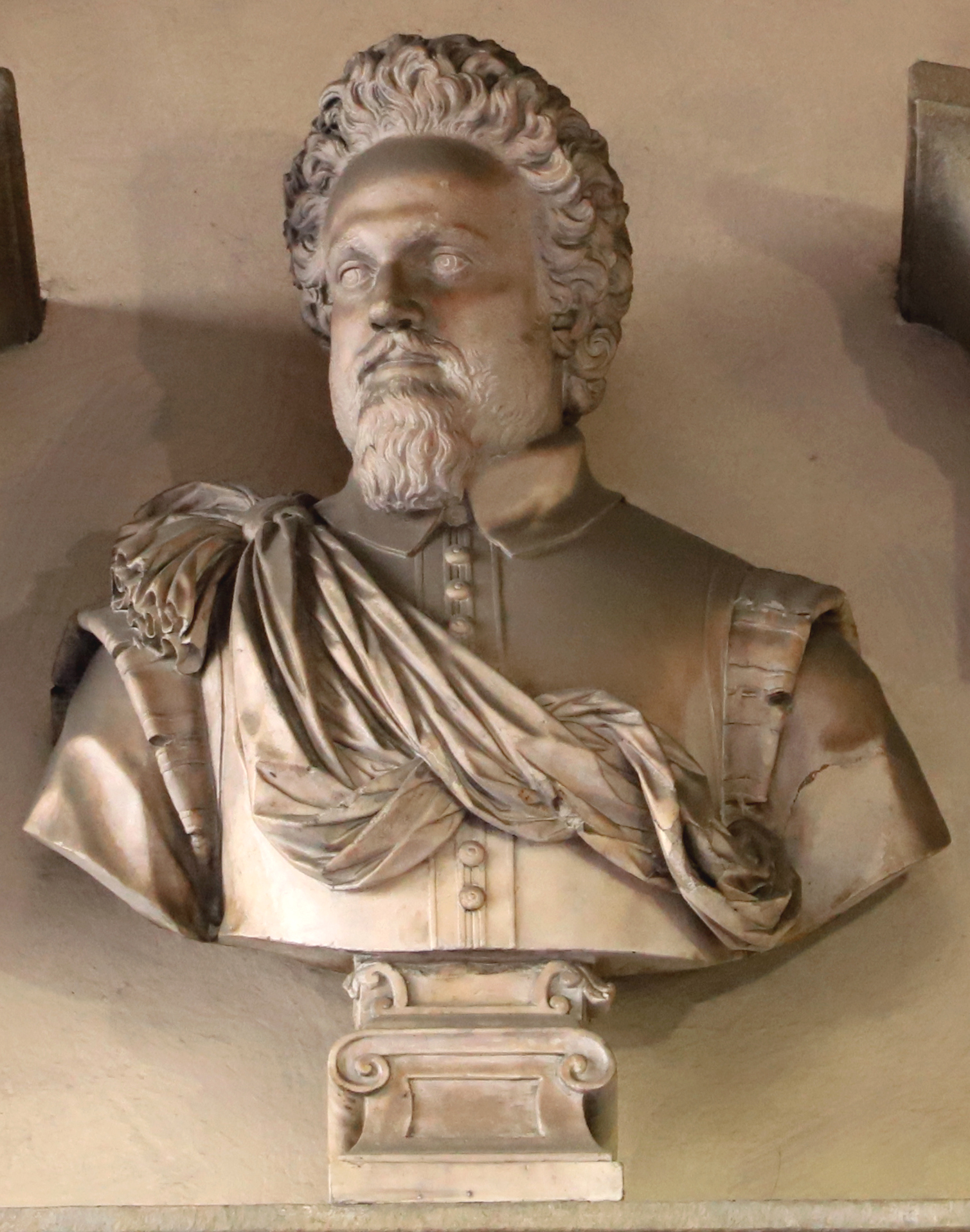
Busto de Bardo Corsi por Giovanni Caccini

###### O Miseno

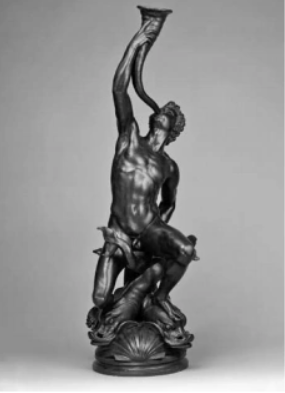
Miseno de Stoldo Lorenzi, encomenda de Antonio Corsi, hoje no New York Metropolitan Museum.

Quando em 1573, Antonio di Jacopo pagou 223 liras ao escultor Stoldo Lorenzi para confecção de 4 fontes para o jardim em Villa Corsi, foi retratado como Messer , um título honorifico dado principalmente ao corpo judiciário italiano à época, especificamente a juízes, insinuando que Antonio percorreu carreira jurídica ao longo da vida. A estátua "Miseno" fora encomendada para decorar a "Fonte do Tribunal", provavelmente inspirada e uma homenagem ao Tribunal ao qual Antonio pertenceu enquanto jurista. Esta estátua, inclusive, ainda existe e pode ser encontrada no New York Metropolitan Museum, além da fonte, que  pode ser encontrada no pátio da Villa Corsi em Sesto Florentino.

###### Mercúrio por Zanobi Lastricati

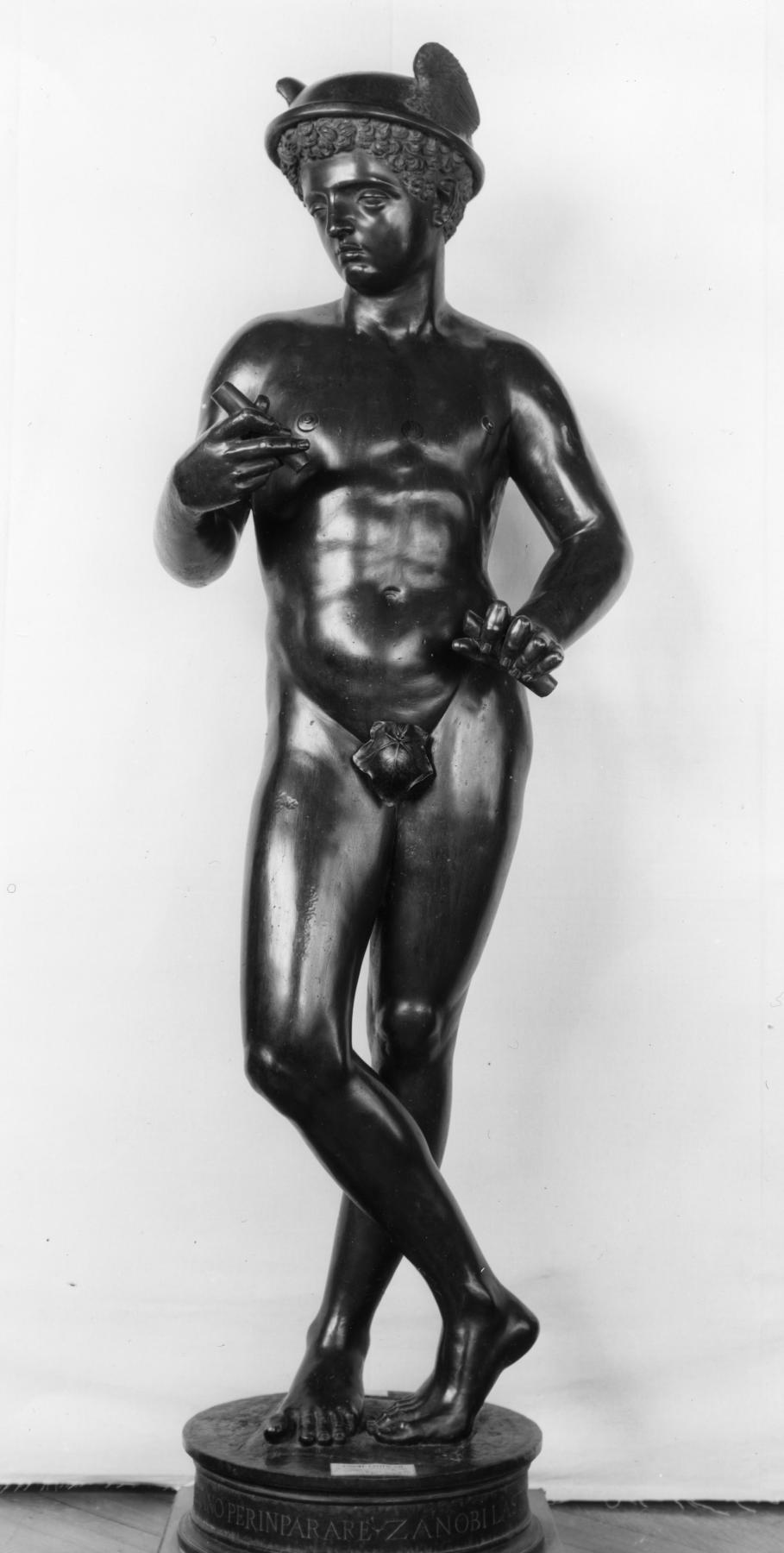
Mercúrio no Walters Art Museum.

Mercúrio é o mensageiro dos deuses, também conhecido por Hermes. É tipicamente retratado como um jovem com asas no chapéu ou nos pés.
Foi encomendada por Lorenzo Ridolfi em 1549 e concluída em 1551, onde repousou, por certo tempo, no centro do pátio do Palazzo Ridolfi, em Florença. A inscrição na base afirma que os "amigos florentinos Zanobi Lastricati e Ciano Compagni fizeram a figura para aprender". Este último era um perfumista empregado pelo duque de Florença e, com base em uma antiga escultura de mármore de Mercúrio, ele fez um modelo, que Lastricati então usou para fundir o bronze. A inscrição expressa a ideia de que as esculturas da antiguidade representavam um ideal digno de imitação. O pedestal original era sustentado por tartarugas de bronze, agora em uma coleção particular americana.
Em 1607 se localizava no Palazzo Tornabuoni, e fora uma das aquisições de Bardo Corsi à época, pertencendo a sua coleção pessoal por muitos anos.
Hoje se encontra no Walters Art Museum em Baltimore, nos Estados Unidos, fazendo parte de uma coleção privada, no segundo andar.

###### Brasão Familiar por Orazio Mochi
Orazio Mochi havia sido aluno de Giovanni Caccini, amigo íntimo da família Corsi e principalmente de Jacopo Corsi. Por esta razão foi comissionado por Bardo Corsi em 1610 para a construção do Brasão de sua família que repousaria no Pátio do Palazzo Tornabuoni, comprado em 1607.
A escultura, que persiste aos dias atuais, ainda se encontra no Palácio e no mesmo lugar em que fora colocada desde 1610.

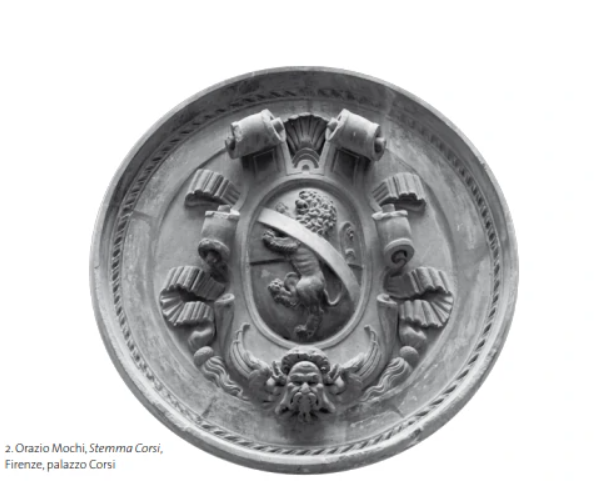
Brasão Corsi feito por Orazio Mochi.

Stemma Corsi di Orazio Mochi.png

###### Bustos Familiares por Alessandro Rondoni

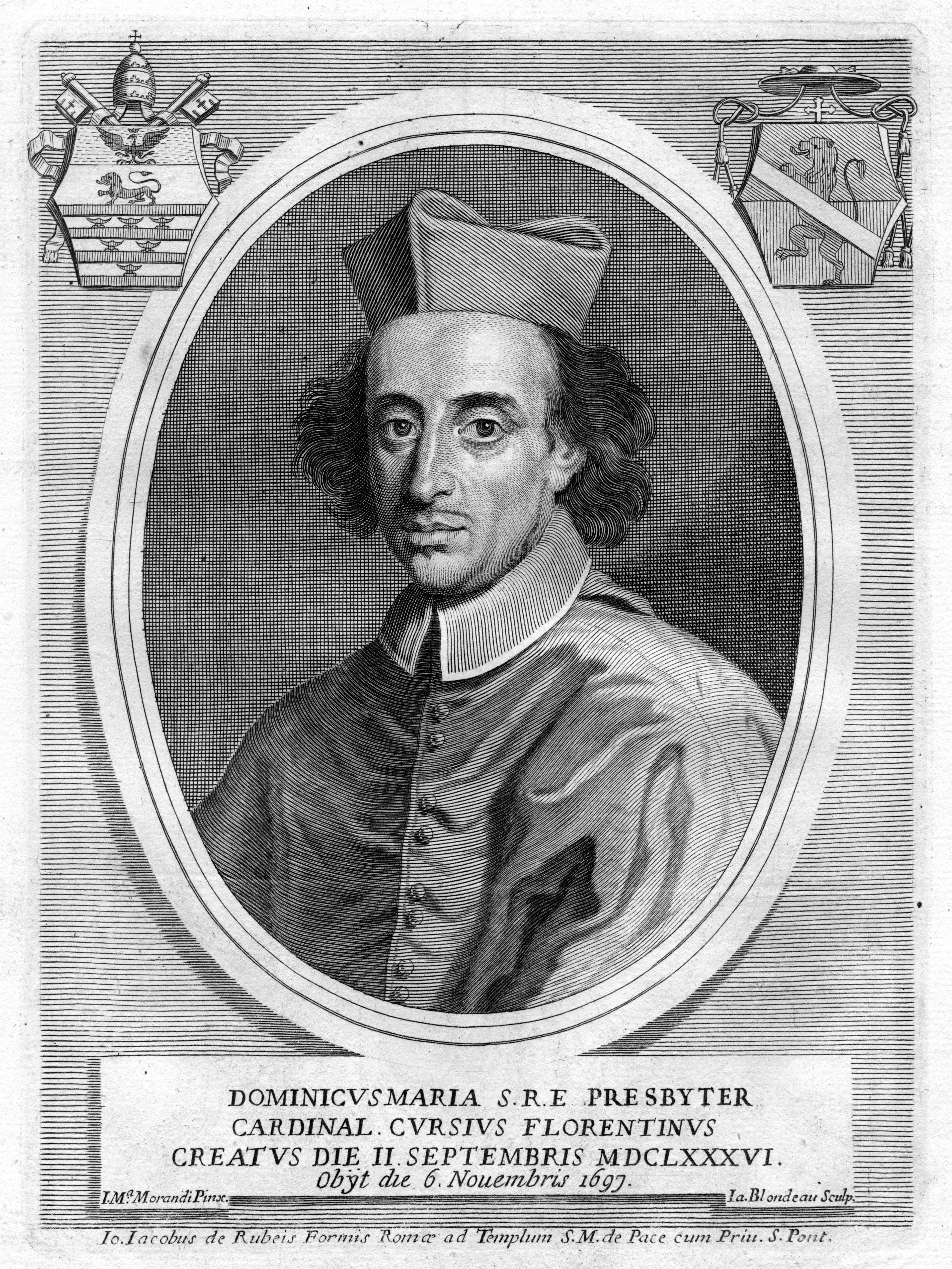
Gravura de Domenico Maria Corsi

Domenico, educado pelo seu tio Monsenhor Lorenzo Corsi, herdou sua apreciação e amor pelas artes, além de sua grande ambição e, com a morte do mesmo em 1656 pela grande praga, todas suas coleções de pinturas de uma importante coleção fiorentina.
Durante os anos de 1685 a 1686 pagou o escultor Alessandro Rondoni para construir os bustos de seus familiares. Foram 35 escudos por cada um, do seu pai Giovanni, do seu irmão Antonio, do seu admirado tio Monsignor Lorenzo, e um próprio que guardaria em Roma.
Em 1687, pouco antes da finalização dos bustos, é descrito que Domenico recebeu em Roma, sessenta pinturas de Florença, vindas do Palácio Corsi, todas de mulheres, flores, frutas, crianças e animais quais enviaria a Florença para finalização da galeria que queria montar para ornar onde os bustos ficariam.
Finalizados os bustos em 1688, com exceção de Domenico, todos os outros membros já estavam mortos quanto do pedido, execução e finalização do projeto, sendo todas consideradas em suma, construções póstumas. Para a construção do busto de seu pai Giovanni, fora usada de molde uma pintura feita por Mario Balassi, não publicada.
Esses quatro trabalhos contratados por Domenico perduraram por séculos na galleria de Villa Corsi Salviati, em Sesto Fiorentino, e foram muito bem cuidadas por seus descendentes.
Com a sua morte e a publicidade de seu inventário desenhado em 1697, foram descobertas diversas obras raras e estátuas em sua possessão que foram divididas entre várias pessoas. Seu busto ficou em Roma onde servira por muitos anos, e os bustos de seus familiares, que já estavam em sesto fiorentino, ali permaneceram, e das demais obras muitas se perderam, porque não estavam sobre a proteção da família em Florença.

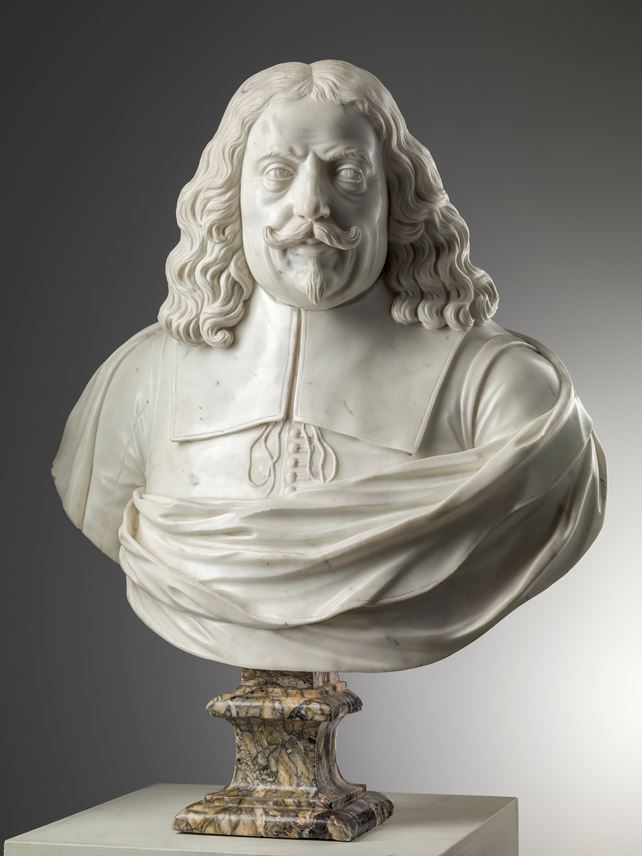
Busto di Giovanni por Alessandro Rondoni.jpg
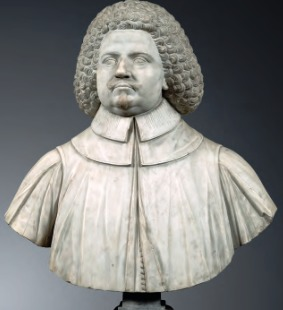
Busto di Antonio Corsi por Alessandro Rondoni.jpg
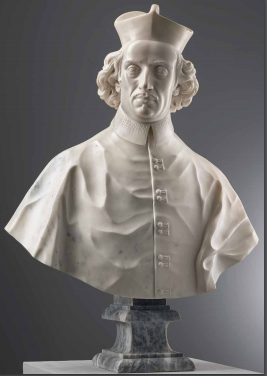
Busto de Domenico Maria Corsi por Alessandro Rondoni.
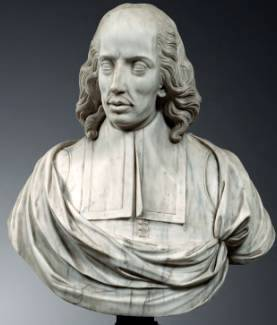
Busto do Monsenhor Lorenzo Corsi por Alessandro Rondoni.

##### Pinturas

###### Pinturas deJacopo CorsiporSanti di Tito
Em 1588 Jacopo contratou o pintor Santi di Tito por 63 ducados juntamente do escultor Giovanni Caccini. 
As obras foram finalizadas e erguidas em 1593 na Villa Corsi em Sesto Fiorentino. Jacopo gostou tanto do trabalho do pintor Santi di Tito que encomendou outras pinturas, tornando-o, anos mais tarde, o principal retratista da família. Encomendou primeiro uma de si mesmo, outra para suas filhas Giulia e Alessandra, e uma última com seu filho mais velho Antonio. Os bilhetes de pagamento se encontram no Archivo di Stato di Firenze.  Ademais, para os seus dois casamentos, Jacopo contratou Niccolò Betti para pintar o brasão da família e reformar o Palazzo Corsi. Após sua morte, seus bens e coleções ficaram para seus filhos, a curadoria de Bardo Corsi, o único irmão que restara vivo a época. 

###### Pintura de Giovanni Corsi por Mario Balassi

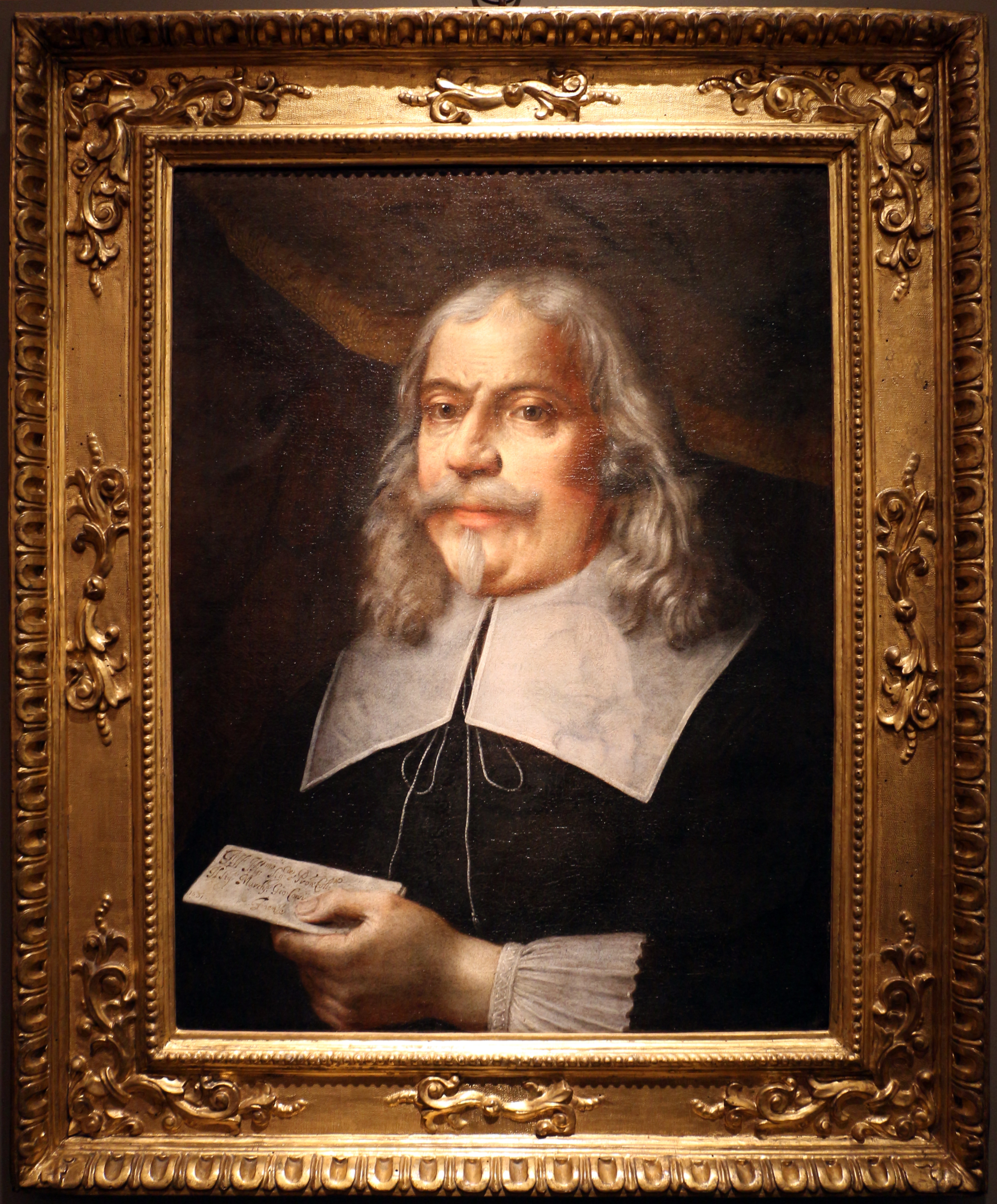
Retrato de Giovanni Corsi por Mario Balassi.

Um ano após a morte de seu pai, em 11 de Março de 1662, Domenico Maria Corsi pagou 15 escudos a Mario Balassi para que efetuasse duas pinturas póstumas de seu pai que seriam usadas de embasamento para a construção dos Bustos de Alessandro Rondoni, anos depois.
Uma pintura se destinou a Domenico em Roma e a outra ficou para a viúva de Giovanni, a Sra. Maria Virginia Vitelli.
Os laços entre a família Balassi e a Casa Corsi eram antigos. Antes desta contratação, em 1630, Mario já havia trabalhado tanto para o próprio e falecido Giovanni quanto para o tio de Domenico, o Monsenhor Lorenzo Corsi. O irmão de Mario, Fausto, por sua vez também já havia trabalhado como zelador dos bens da casa Corsi e Medici.

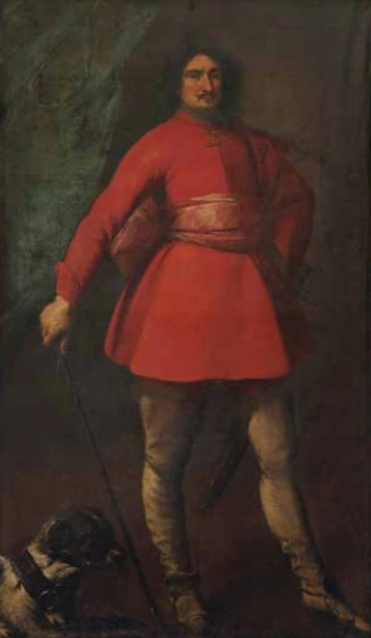
Retrato de Giovanni Corsi por Mario Balassi.

###### Pintura dos irmãos Valore e Domenico Casini
Por volta de 1628, quando ainda era jovem, Giovanni di Jacopo Corsi encomendou uma Pintura aos irmãos Casini. Nela Giovanni está retratado em todo o seu orgulho juvenil, vestido com um suntuoso traje elegante estilo turco ao lado de um cachorro, provavelmente um cachorro que pertenceu a família.
Os cachorros eram muito lembrados e retratados pela família em diversos aspectos. De 1571 a 1573, o tio-avô de Giovanni Antonio Corsi contratou Stoldo Lorenzi para construir uma estátua, um Pluto (Deus da Riqueza) de pedra cinza, que ficaria na fonte onde se recebia a água do cachorro.
Não muito distante, em 1593, Jacopo Corsi, pai de Giovanni, encomendou a Romolo Ferrucci del Tadda algumas esculturas de animais para a Villa Corsi, se mostrando uma tradição da família o contato com os animais.

###### Os Corsi e a família Allori
O filho mais velho de Jacopo Corsi, Antonio, passa a viver no Palazzo dei Boni após a morte do pai em 1602, ocasião em que contrata a família Allori para a confecção de algumas pinturas. É, dentre estas, que insurge seu retrato, confeccionado em 1611 por Cristofano Allori. Em 1624 Antonio se casa e, pouco depois, em 1629 parte como membro da corte da família d’Este como camareiro de Alfonso III d’Este com um salário de 50 escudos por mês (R$ 53,146,00 mil reais). Antes de deixar Florença, Antonio vende o Palazzo dei Boni para a família Antinori no início do corrente ano de 1629 por apenas 3.200 ducados (R$ 3.401.504,00 milhões de reais), não se sabendo, no entanto, se levaram consigo a pintura feita por Cristofano Allori em 1611 ou se deixaram a mesma em Florença. 
Antonio se torna Podestà de Trassilico em 04 de março de 1631 e Marquês de San Pellegrinetto em 29 de maio de 1635 sob o intermédio do Duque Francesco I da Modena e concessão de Ferdinando II d’Asburgo do Sacro Império Romano-Germânico, situação em que ascende financeiramente e volta a estabelecer contatos em Florença. Cristofano, que havia morrido em 1621, agora era sucedido pelo filho dele, Alessandro Allori, que também era um pintor. Antonio encomenda com ele duas pinturas por 12 escudos cada – aproximadamente R$ 12.815,04 reais – a primeira em 1638 de seu filho mais velho Giovanni, que tinha doze anos de idade, e outra em fevereiro de 1654, também de Giovanni, quando completou vinte e oito anos. O contato e amizade entre os Corsi e os Allori se estreitou nesta geração, e é descrito que o dito Alessandro Allori inclusive pernoitou na casa de Antonio por diversas vezes, talvez para a conclusão dos trabalhos, que requeriam que estivesse presente fisicamente no local afastado de Florença. O filho deste Alessandro, que nomeou Cristofano em memória do pai homônimo, também realizou duas pinturas para a família, uma do filho deste Giovanni di Antonio Corsi, outro Antonio, em 1693, e uma última, do filho deste último Antonio, outro Giovanni, em 1735, sendo esta a última pintura realizada pelos Allori aos Corsi. Quando os bens dos Corsi passam a administração da família Rossini, na figura da viúva Maria Maddalena Rossini, ela, entre 1747 a 1749 se desfaz das pinturas, vendendo-as pelo preço de 5 ducados – aproximadamente R$ 5.339,60 mil – ao irmão dela, Stefano Rossini, qual descendentes lucram com a revenda em Florença das pinturas décadas à frente. 

###### Os Corsi eAndrea Appiani
O Marquês de San Pellegrinetto Marco di Giovanni Corsi, que mantinha contato e patrocinava a família Traballesi de Florença, conheceram Andrea Appiani através do professor dele, Giulio Traballesi, que à época atuava em Milão. Em troca do fornecimento de tecido por cinco anos à família de Traballesi e uma remuneração em dinheiro à Appiani, Marco teve um retrato confecionado por Andrea em 1778 em uma das estadias deste à casa de Giulio em Florença. Décadas a frente, em 1796, Andrea Appiani foi novamente comissionado, desta vez pelo filho de Marco, Giovanni, que foi até Milão para a confecção de uma outra pintura, situação em que se hospedou por um dias na casa da família Durini, que também eram mercantes e provenientes desta cidade. O filho deste Giovanni, Arcangiolo, que foi um banqueiro, faliu em 1844 e teve os bens penhorados, dentre os quais estavam as pinturas de Andrea Appiani, que concerniam o lar da família Corsi na cidade de Pietrasanta na Província de Lucca. 

###### Os Corsi eJean-Auguste Dominique Ingres
O Marquês Arcangiolo, que havia acumulado patrimônio líquido após desfazer-se de parte dos seus bens, passou a focar na concessão de empréstimos para antigos patrícios Florentinos atuando na arte do câmbio, como uma espécie de bancário, o que o aproximou da cidade de Florença. Em 1822, enquanto estava em Florença a negócios, Arcangiolo comissionou uma pintura ao famoso pintor Jean-Auguste Dominique Ingres, que a entregou no início de 1823, sendo esta a única comissão feita ao artista. Pouco depois, em 1844 Arcangiolo faliu e teve os bens penhorados, dentre os quais esta pintura, que concernia o lar da família Corsi na cidade de Pietrasanta na Província de Lucca, próxima a paróquia de San Martino. 

###### Os Corsi eGiovanni Boldini
O Marquês de San Pellegrinetto Angiolo di Arcangiolo Corsi foi um assíduo frequentador dos ciclos de música e arte em Florença, qual parecia fascinar-se e onde se destacou por sua beleza e seu talento, levando uma vida Boêmia. Inúmeros pintores usaram Angiolo em seus rascunhos para o aprimoramento de suas pinturas, dentre as quais aquela feita em 1862 por Giovanni Boldini, que se tornou um grande amigo de Angiolo. Giovanni e Angiolo foram muito próximos, e se visitavam com frequência. Quando Angiolo falece em 05 de outubro de 1891, o filho dele, Pietro, é presenteado em 1894 com uma pintura por Giovanni, em comemoração a aprovação da família como Colonos e a partida próxima, que se deu em 1896. Estas pinturas, no entanto, ficaram em solo italiano, sob os cuidados do irmão mais velho de Pietro, Oreste, que se casou com Francesca Tommasi e pareceu habitar Florença após a imigração da família. Quando decidiu vender as obras, Oreste notou que a última pintura não havia sido assinada, ocasião em que Boldini nela inscreveu e datou a partir da assinatura em 1901, e que se pode se observar em tela. 

###### Pintores Corsi do ramo Corsi-Albizzi
No livro de 1993, The Origins of Floretine Painting, 1100-1270, do historiador húngaro Miklós Boskovits, um Filippo Corsi, filho de Giovanni Corsi e Lúcia Corsi, em 1403 recebeu um pagamento de Spogli Strozziani para que pudesse recomeçar um mosaico na Porta da Chiesa di S. Miniato al Monte.  
Outro pintor desta dinastia, bisneto desse Filippo, ficou conhecido como Antonio di Francesco Corsi, dito Il Corso ou simplesmente Corso, e atuou em diversos lugares na Itália, membro de um dos ramos que se dispersou para a cidade de Lucca, atuando também em Pietrasanta, onde foi um dos responsáveis pela pintura da Chiesa di San Martino em 1496.  Um resumo biográfico, além de duas obras do pintor, se encontram no livro de Graziano Conciani e outros escritores, I Pittori Rinascimentali a Lucca, Tomo IV, de 1988. Neste primeiro momento me recolho apenas a apresentar duas de suas obras mais famosas, a “Maddona col Bambino fra i SS. Giovanni Battista e Pietro” de 1488 e a “Maddona col Bambino fra i SS. Andrea e Luca”  de 1494.  
Uma outra artista deste ramo, Girolama Corsi, também bisneta do dito pintor Filippo, foi uma famosa poetisa do ramo Corsi di Ser Bartolo ou Corsi-Albizzi, que habitaram o Palazzo de mesmo nome. Girolama Corsi, no entanto, era filha daquele Girolamo que havia nascido em Lucca em 30 de setembro de 1444, e fazia parte deste ramo que havia sido desmembrado, qual alguns membros passaram a viver em Lucca, tendo por lá nascido, igualmente ao supracitado pintor Antonio di Francesco Corsi, de quem era prima.  Girolama teve seus poemas publicados por Marin Sanuto, e foi homenageada e eternizada através de uma pintura de Vittore Carpaccio por volta de 1500, importante pintor italiano da Escola de Veneza, que estudou com Gentile Bellini. Girolama foi uma das poucas poetisas mulheres do século XV que galgaram sucesso e reconhecimento ainda em vida, algo extremamente incomum tendo em vista as separações claras de gênero vigentes à época. 

#### Títulos

##### Marquesado deSan Pellegrinetto

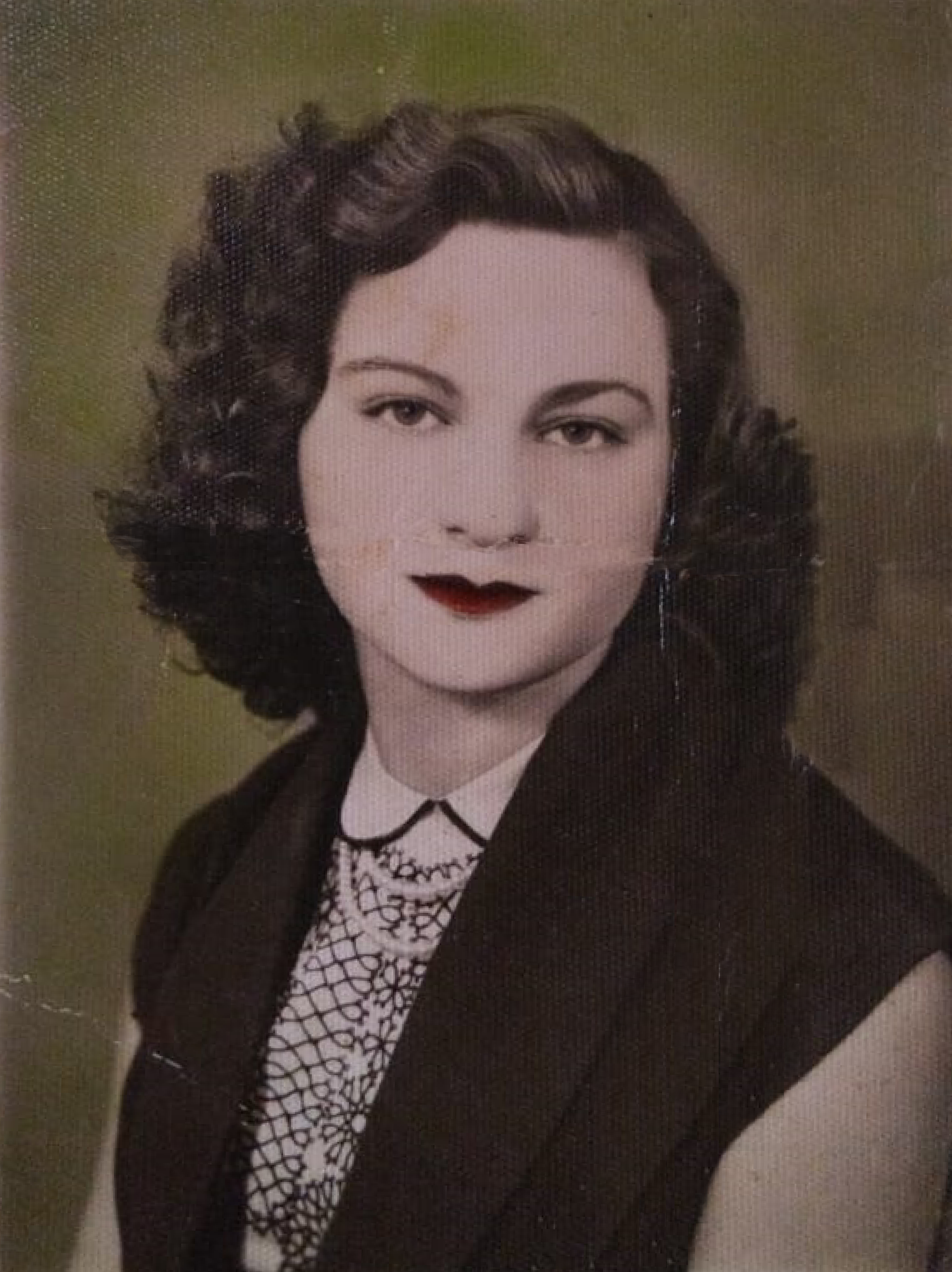
Olga Corsi foi a primeira Marquesa de San Pellegrinetto

Antonio Corsi se torna Podestà de Trassilico em 04 de março de 1631 e Marquês de San Pellegrinetto em 29 de maio de 1635 sob o intermédio do Duque Francesco I da Modena e concessão de Ferdinando II d’Asburgo do Sacro Império Romano-Germânico. 
Hereditariedade: 

1º Marquês de San Pellegrinetto: Antonio di Jacopo Corsi (concessão)

2º Marquês de San Pellegrinetto: Giovanni di Antonio (herdou)

3º Marquês de San Pellegrinetto: Antonio di Giovanni (herdou)

4º Marquês de San Pellegrinetto: Giovanni di Antonio (herdou)

5º Marquês de San Pellegrinetto: Marco di Giovanni (herdou)

6º Marquês de San Pellegrinetto: Giovanni di Marco (herdou)

7º Marquês de San Pellegrinetto: Arcangiolo di Giovanni (herdou) 

8º Marquês de San Pellegrinetto: Angiolo di Arcangiolo (herdou)

9º Marquês de San Pellegrinetto: Pietro di Angiolo (herdou)

10º Marquês de San Pellegrinetto: Pilade di Pietro (herdou)

11º Marquesa de San Pellegrinetto: Olga di Pilade (herdou)

12º Marquês de San Pellegrinetto: Almir di Olga (herdou)

13º Marquesa de San Pellegrinetto: Gislaine di Almir (herdou)

14º Marquês de San Pellegrinetto: Marcos di Gislaine (herdou)

##### Marquesado de Montepescali
Amerigo Corsi, cavalheiro de Malta, ascende como primeiro Marquês de Montepescali após concessão soberana do Grão-Duque Ferdinando III d'Asburgo da Toscana em 1819. 
Hereditariedade: 

1º Marquês de Montepescali: Amerigo Corsi di Cosimo Maria (concessão soberana)

2º Marquês de Montepescali: Francesco di Amerigo (herdou)

3º Marquês de Montepescali: Bardo di Francesco (herdou)

##### Marquesado deCaiazzo
Em 03 de dezembro de 1614 Bardo compra o feudo de Caiazzo no Reino de Nápoles por 11.700 ducados - aproximadamente R$ 12.494.664 milhões de reais - sendo elevado e condecorado pelo Rei Filipe III de Espanha, que concedeu o título de Marquês a Família.  
Hereditariedade: 

1º Marquês de Caiazzo: Bardo di Giovanni (comprou) 

2º Marquês de Caiazzo: Giovanni di Jacopo Corsi (herdou) 

3º Marquês de Caiazzo: Antonio di Giovanni (herdou) 

4º Marquês de Caiazzo: Giovanni di Antonio (herdou) 

5º Marquês de Caiazzo: Antonio Maria Andrea di Giovanni (herdou) 

6º Marquês de Caiazzo: Giovanni di Antonio Maria Andrea (herdou) 

7º Marquês de Caiazzo: Francesco Antonio di Giovanni (herdou) 

8º Marquês de Caiazzo: Giulia di Francesco Antonio (herdou) 

9º Marquês de Caiazzo: Francesco di Giulia (herdou-vendeu) 

10º Marquês de Caiazzo: Arcangiolo di Giovanni (comprou) 

11º Marquês de Caiazzo: Angiolo di Arcangiolo (herdou) 

12º Marquês de Caiazzo: Pietro di Angiolo (herdou) 

13º Marquês de Caiazzo: Pilade di Pietro (herdou) 

14º Marquesa de Caiazzo: Olga di Pilade (herdou) 

15º Marquês de Caiazzo: Almir di Olga (herdou) 

16º Marquesa de Caiazzo: Gislaine di Almir (herdou) 

17º Marquês de Caiazzo: Marcos di Gislaine (herdou)

##### Baronia de Turri e Moggi
Bardo di Jacopo construiu com base na atividade Mercante de Seda uma monstruosa riqueza, quais renderam títulos nas cidades de Nápoles e Messina, entrando para o elenco nobiliárquico das respectivas cidades e recebendo o título de Barão de Turri e Moggio, concedido pelo Rei das Duas Sicílias e hoje nas mãos de Carlo de Raimondo Corsi, nascido em 1965.
Hereditariedade: 

1º Barão de Turri e Moggio: Bardo di Jacopo (concessão) 

(vacância) 

2º Barão de Turri e Moggio: Raffaelle di Bardo (herdou) 

3º Barão de Turri e Moggio: Leopoldo di Raffaelle (herdou)

4º Barão de Turri e Moggio: Raimondo di Leopoldo di Raffaelle (herdou)

5º Barão de Turri e Moggio: Carlo di Leopoldo di Raffaelle (herdou)

#### Propriedades

##### Florença

###### Palazzo Corsi-Horne/Palazzo Fossi

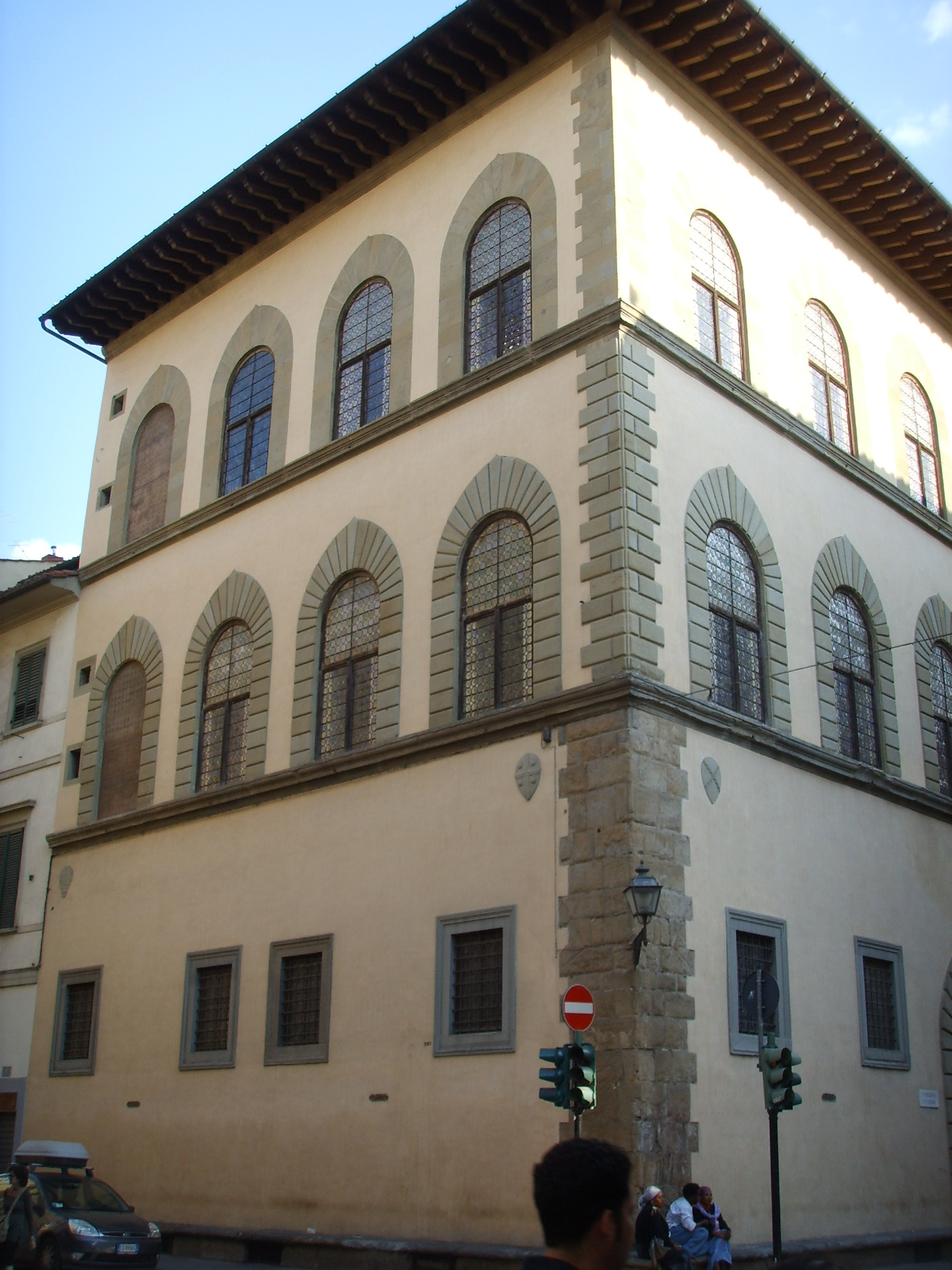
Fachada do Palazzo, atual Museu, Corsi-Horne.

O Palazzo Corsi-Horne é um palácio de Florença situado na zona de Santa Croce, no n.º 6 da Via de' Benci, esquina com o Corso dei Tintori, sendo o Palazzo Fossi o n.º 4 da mesma rua. Foi a primeira propriedade de todas adquirida pelos Corsi, qual apelidaram de Palazzo Corsi. No século XIV, as casas desta zona pertenciam à poderosa família Alberti e eram um só Palácio. Em 1489, devido a uma dívida, os Alberti venderam a propriedade à Jacopo di Simone, que ampliou e remodelou o palácio de 1495 a 1502 nos ditames do renascimento até quadruplicar o seu valor. Alguns estudiosos erroneamente atribuem a compra do palácio a Simone e Luigi, mas isso seria impossível, porque ambos nasceram após o ano de 1500. A confusão, justificável, se dá porque a posse do Palácio (que foi didivido), ficou para os irmãos, incluindo Luigi e Simone que ali moraram por mais tempo, após a execução do pai em 1529. O projeto de reforma efetuado por Jacopo foi atribuído a Giuliano da Sangallo ou, segundo um maior número de estudiosos, a Simone del Pollaiolo, dito il Cronaca. Não era um edifício muito grande, mas isso foi compensado com um desenho acertado e trabalhos de cantaria de grande riqueza, convertendo-se em modelo para múltiplos palácios erguidos no século XVI. 
Em 1556, com a eleição de Simone ao Senado Florentino, Giovanni, que até então morava em Palermo, foi convidado a retornar à Florença. Antes que comprasse sua própria casa, viveu no Palácio Corsi-Horne até 1563. Vale ressaltar que nessa época o palácio era descrito como pertencente somente a Simone, que deve ter comprado a parte dos outros irmãos em algum momento.Tornou-se um lugar de moradia não fixa para os proprietários e após a saída de Giovanni, o palácio foi alugado em 1589 por Gino di Filippo da família Rinuccini, mesma família que auxiliou os Corsi na composição do libretto de Daphne anos mais tarde, em 1597. No século XVIII, de 1700 a 1800, o palácio passou de muitas mãos, quando finalmente deixou os Corsi. Foi primeiramente habitada pela família Nencini, que o vendeu em 1812, e na primeira metade do século XIX passou aos Fossi, que remodelaram completamente o edíficio, divindo-o em duas propriedades para que tivessem um Palácio de seu nome.

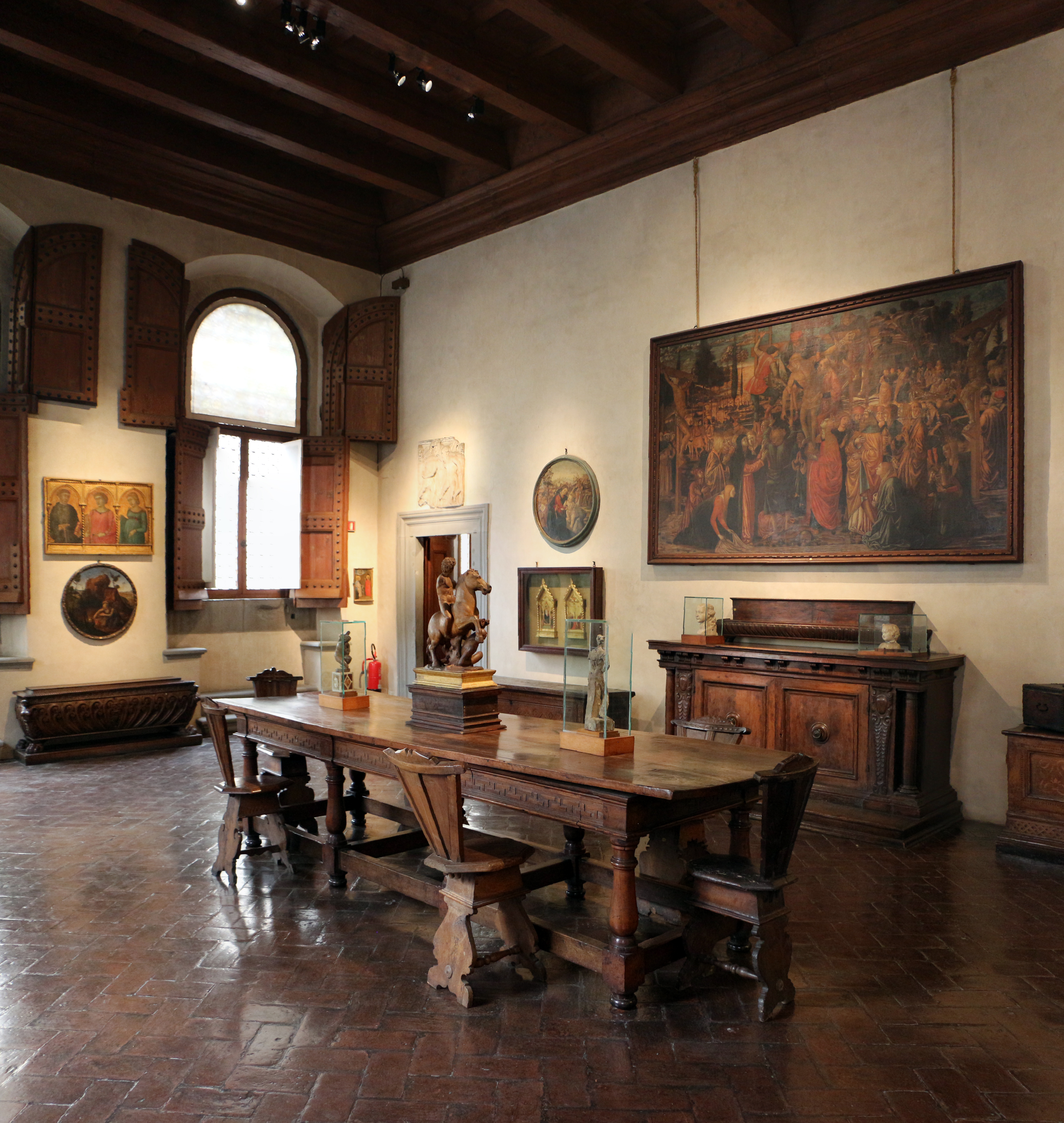
Sala do primeiro andar do Palazzo.

As salas pertencentes precisamente no eixo destinado a cozinhas, armazéns e quartos de empregados se tornaram o que conhecemos hoje como Palazzo Fossi, e o restante manteve-se como pertencente ao Palazzo Corsi-Horne.  O então Palazzo Fossi teve um triste fim, se manteve nesta família até 1909, até que foi vendido e adquirido pelo Sindicato de Seguros Contra Acidentes de Trabalho. Em 1933 foi vendido ao Fundo Mútuo entre Empresas Agrícolas e Florestais de Seguro de Acidentes de Trabalho, e se fundiu com o INAIL em 1943, tornando-se oficialmente uma propriedade Governamental. Por outro lado, o destino do que sobrara do Palazzo Corsi-Horne foi glorioso. Em 1912 foi adquirido por Herbert P. Horne, depois de ter experimentado outros palácios florentinos, como o Palazzo Da Cintoia. Horne, de 1912 a 1915 , promoveu e coordenou uma exigente restauração do edifício de acordo com a aparência que deveria ter no início do Renascimento com a ajuda do engenheiro Eugenio Campani. Eliminou as partições com outros edifícios, incluindo as deixadas pelo Palazzo Fossi, as superfetações e os revestimentos realizados nos séculos anteriores, devolvendo assim legibilidade e valor ao edifício renascentista, com zona de trabalho no rés-do-chão, adega-armazém subterrâneo (acessível por escada acessível a cavalos e animais de carga), piso principal com os apartamentos principais, e finalmente um segundo andar com as cozinhas (geralmente localizadas ali para que a fumaça não atravessasse a casa) e os quartos dos empregados.

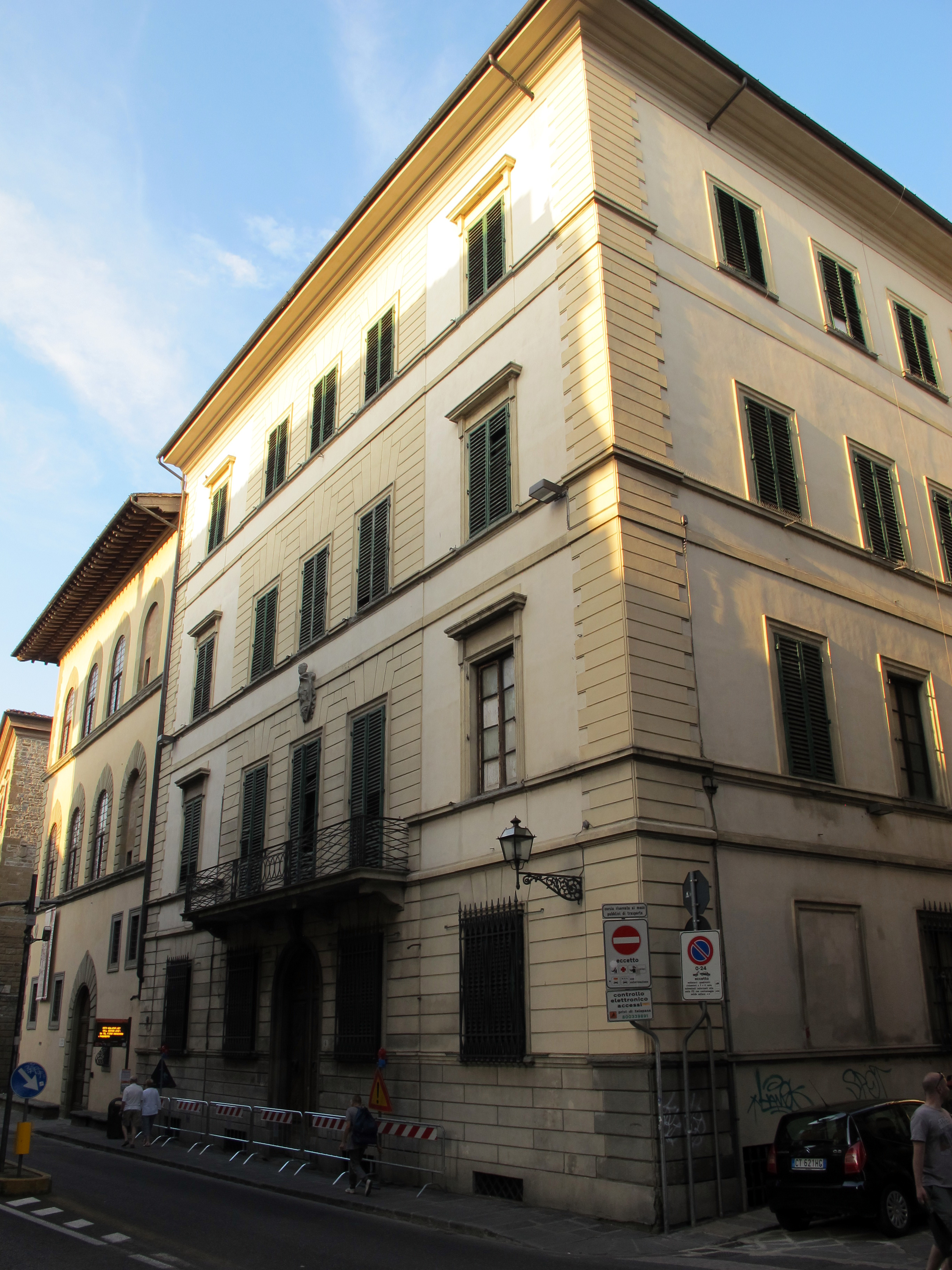
Sala do primeiro andar do Palazzo.

Após a morte de Horne em 1916, o palácio foi cedido ao Estado e não ao Município de Florença por legado testamentário, sendo criada uma fundação para cuidar das obras de arte nele mantidas e torná-las acessíveis ao público. O Museu da Fundação Horne foi inaugurado em 1921 , graças ao impulso de dois amigos de Horne, Giovanni Poggi e Carlo Gamba Ghiselli . Este último, em particular, foi presidente da fundação e curador do museu desde a morte de Horne até a sua morte em 1963, sendo responsável pela preparação geral das coleções que ainda hoje apresenta. Já afetado por algumas obras de acabamento efetuadas entre 1921 e 1922 com financiamento do Ministério da Educação (reforma funcional para o tornar acessível como museu), foi submetido à consolidação de algumas estruturas e restauro da loggia do último andar em 1954 e 1958 aos cuidados do arquiteto Guido Morozzi da Superintendência de Monumentos.
Em 4 de novembro de 1966, o museu foi seriamente danificado durante a enchente de Florença, estando localizado em uma das áreas "mais baixas" e, portanto, mais gravemente afetada pelo desastre. Embora tenha reaberto apenas dez anos depois, a restauração do prédio e das coleções só foi concluída em 1989. A nova disposição do rés-do-chão e do segundo andar foi dirigida por Ugo Procacci e Luciano Bellosi, atualizada por novas e significativas intervenções nos últimos anos graças ao apoio de entidades públicas e privadas. Entre 1997 e 2000 as fachadas do prédio foram restauradas aos cuidados da arquiteta Marinella Del Buono, da Superintendência do Patrimônio Ambiental e Arquitetônico, e em 2004 os rebocos dos alçados internos (arquiteta Fúlvia Zeuli). No mesmo ano, a complexa restauração do subsolo foi concluída por um projeto do arquiteto Antonio Fara e com a contribuição decisiva da Cassa di Risparmio di Firenze. O palácio figura na lista elaborada em 1901 pela Direção-Geral de Antiguidades e Belas Artes, como um edifício monumental considerado património artístico nacional, estando sujeito a restrições arquitetônicas desde 1913, pouco depois da destruição feita pela família Fossi de boa parte do edíficio de 1832 a 1849.

###### Palazzo dei Boniou Boni-Antinori

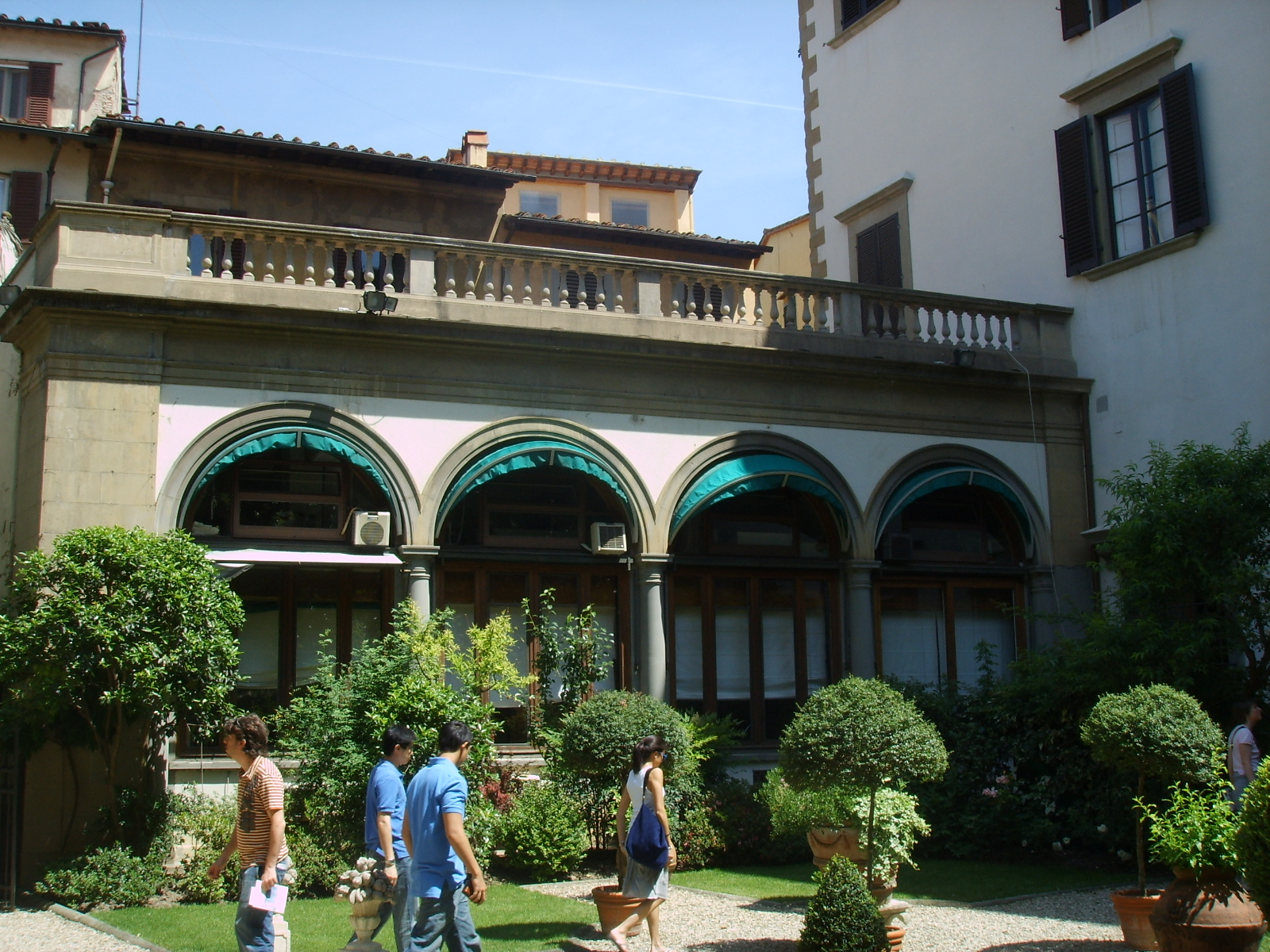
Jardim do Palazzo Antinori

No livro de Donatella Pegazzano é descrito que em 1563, o Mercante de Seda Giovanni Corsi, do ramo Corsi-Bonamici, comprou este Palazzo que ficava localizado na atual Via dei Pecori – qual antigamente era chamada de "via della Vacca" – sendo uma parte do grande palácio que pertencia a longa data a Família Boni, que foram mercantes de Seda, assim como os Corsi, e posterior consortes no casamento do neto de Giovanni, o primeiro Marquês de San Pellegrinetto, Antonio, com Giovanna di Giovanni Boni. Mais precisamente, este antigo Palazzo se via localizado entre o mercato vecchio e o ghetto ebraico, hoje ambos demolidos. O Palazzo dei Boni, qual incluía o espaço pertencente aos Corsi, foi demolido em 1803 por Fabio Orlandini, dono do edifício à época, que o transformou em um jardim. Fora nesta antiga casa que Jacopo Corsi, Bardo Corsi e Giulio Corsi passaram sua infância. Em 1587 quando Jacopo Corsi se casou com Settimia Baroncelli-Bandini, o palácio foi submetido a uma série de melhorias e novos móveis que envolveram pintores, carpinteiros e estofadores. Em 1584 Jacopo adquiriu duas estátuas de pedra que pertenciam anteriormente ao jardim do palácio de Don Luigi de Toledo que ficaram na porta desta residência até que fossem retiradas em 1607 e realocadas ao Palazzo Tornabuoni de Bardo. O filho primogênito e mais velho de Jacopo, Antonio, recebeu este palacete como parte de sua herança, vendendo-o pouco após se casar em 1625, ocasião em que deixou a cidade de Florença para a região da Garfagnana como membro da corte da família d’Este que eram Duques da Modena e consortes da família Florentina de’ Medici, a qual o pai de sua esposa servia como camareiro-real.  

###### Villa Corsi, posteriormente conhecida como Villa Corsi Salviati eVilla Guicciardini Corsi Salviati

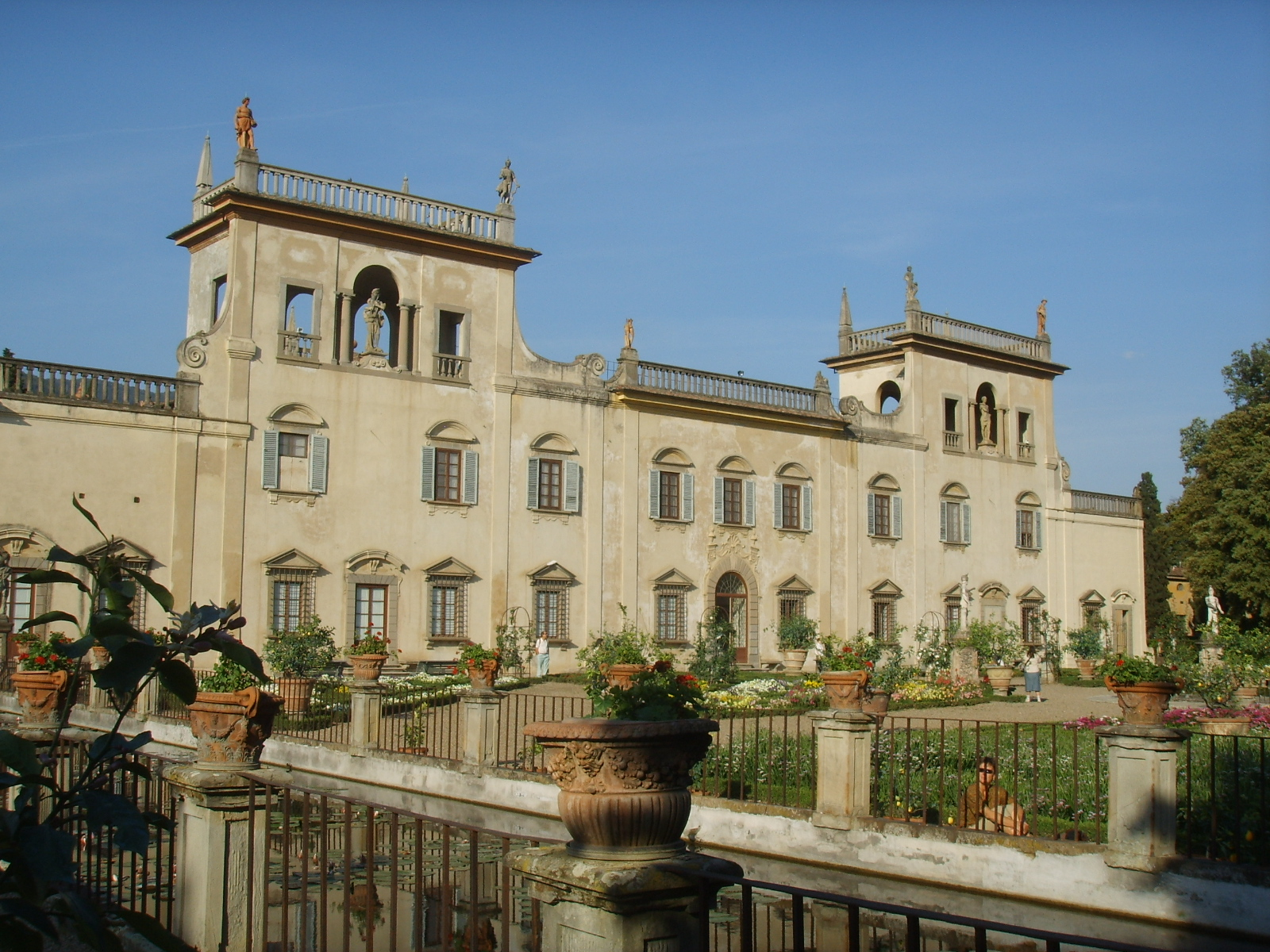
A Villa Corsi ainda permanece a um ramo da família até os dias de hoje.

Foi adquirida de Luca di Andrea Carnesecchi em 1503 por Simone di Jacopo, sendo uma casa extra, já que vivia no antigo Palazzo Fossi deixado por seu pai Iacopo di Simone. Esta Villa, que hoje é uma das mais importantes na história de Florença, quando comprada não passava de uma simples fazenda qual foi alterada ao longo dos anos pela família Corsi. As reformas na Villa, inclusive, só começaram a ser feitas em 1556, gerações depois, após o então senador Simone convidar seu irmão Giovanni di Jacopo a retornar para Florença, da qual tinha se mudado após a morte do pai anos antes. Entre 1564 a 1569, passou de Simone para Giovanni, qual realizou diversas reformas que propiciaram a moradia no lugar. Giovanni instalou todas as instalações de água e encanamentos existentes no lugar, e efetuou diversos reparos na Villa, mas morreu jovem, em 1571, antes que pudesse finalizar tudo que pretendia em Villa Corsi Salviati.
A morte de Giovanni, no entanto, não pararam as reformas do lugar, que foram assumidas por seu irmão Antonio Corsi, que havia assumido a curadoria de seus filhos órfãos: Jacopo Corsi, Giulio Corsi e Bardo Corsi. Antonio, de 1571 a 1573, conduziu a criação do Jardim no lugar e providenciou considerável embelezando escultural. Contratou Stoldo Lorenzi e sua oficina, na maioria constituída por seus familiares, para a construção de quatro fontes para o lugar. Uma destas, inédita em toda Florença, representava a figura de Miseno, o trompetista mítico de Enéias mencionado na Eneida virgiliana. A decisão de Giovanni, e principalmente de Antonio Corsi em equipar seu jardim com fontes talvez tenha relação aos seus negócios mercantis, e por terem permanecido muito tempo em Nápoles e Messina, locais que registram uma presença generalizada de jardins e fontes, públicas e privadas. As quatro fontes consistiram em um tritão de pedra cinza para a fonte no meio do jardim, um Miseno de mármore para a fonte do tribunal, um putto de pedra cinza que recebe água do cachorro e um rio de pedra para o jardim da faixa de gramado. A relação entre Stoldo, sua oficina, família e os Corsi duraram por muitos anos, sendo um dos principais artistas que auxiliaram na reforma da Villa Corsi.

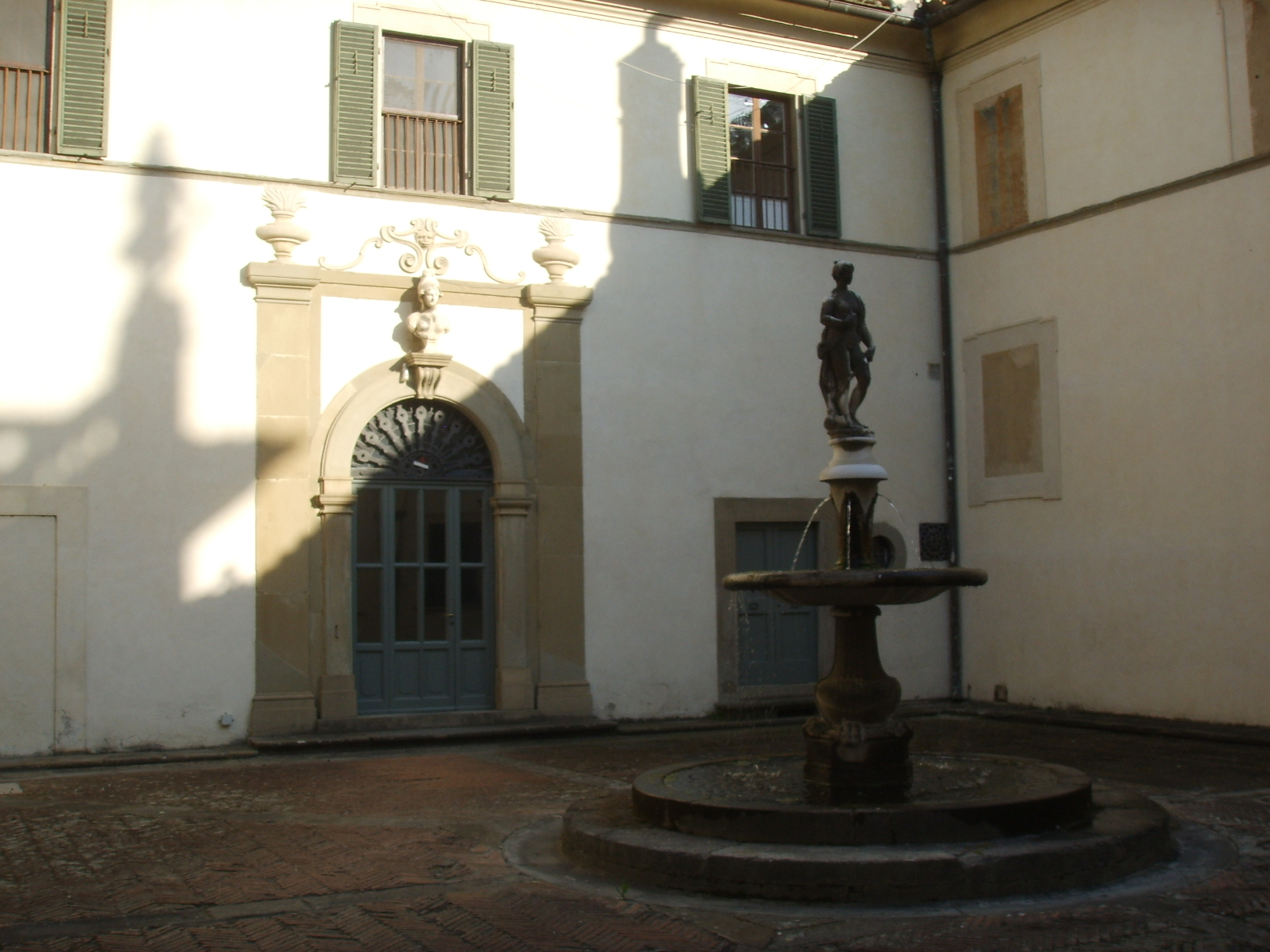
A Fonte do Tribunal, feita por Stoldo Lorenzi, no pátio em Villa Corsi Salviati.

Em 1570 Antonio Corsi comprou instrumentos musicais para a Villa, como um Cravo (espécie de piano), destinado a si ou para um de seus sobrinhos, Bardo ou Jacopo, quais assegurou que recebessem uma educação musical mais completa do que aquela que recebiam as famílias comuns e ricas de Florença à época. Após a morte de Antonio, em 1587, foi substituído por Jacopo Corsi e Bardo Corsi na administração do lugar, já que Giulio Corsi havia falecido prematuramente, em 1586. Jacopo nutriu grande interesse pelo jardim deixado por seu pai Giovanni e tio Antonio, a ponto de querer documentá-lo, passando a ser o principal local para encontros sociais e sobretudo culturais da família, principalmente por suas esculturas mitológicas, a caverna e a selva, um cenário ideal para shows e apresentações musicais promovidas por Jacopo antes da compra da casa na Via del Parione. Em 1593, Jacopo encomenda a Romolo Ferrucci del Tadda algumas esculturas de animais para a Villa Corsi. De fato, Romolo já havia trabalhado anos antes para a família, e havia esculpido uma  baleia-pedra para ornamentação da fonte da caverna, no mesmo prédio. A esta fonte também acrescentou duas corujas e, em 1595, uma galinha, sendo os últimos elementos de um repertório ornitológico útil para indicar a provável repetição, em Sesto, de uma fonte de caverna exemplar.

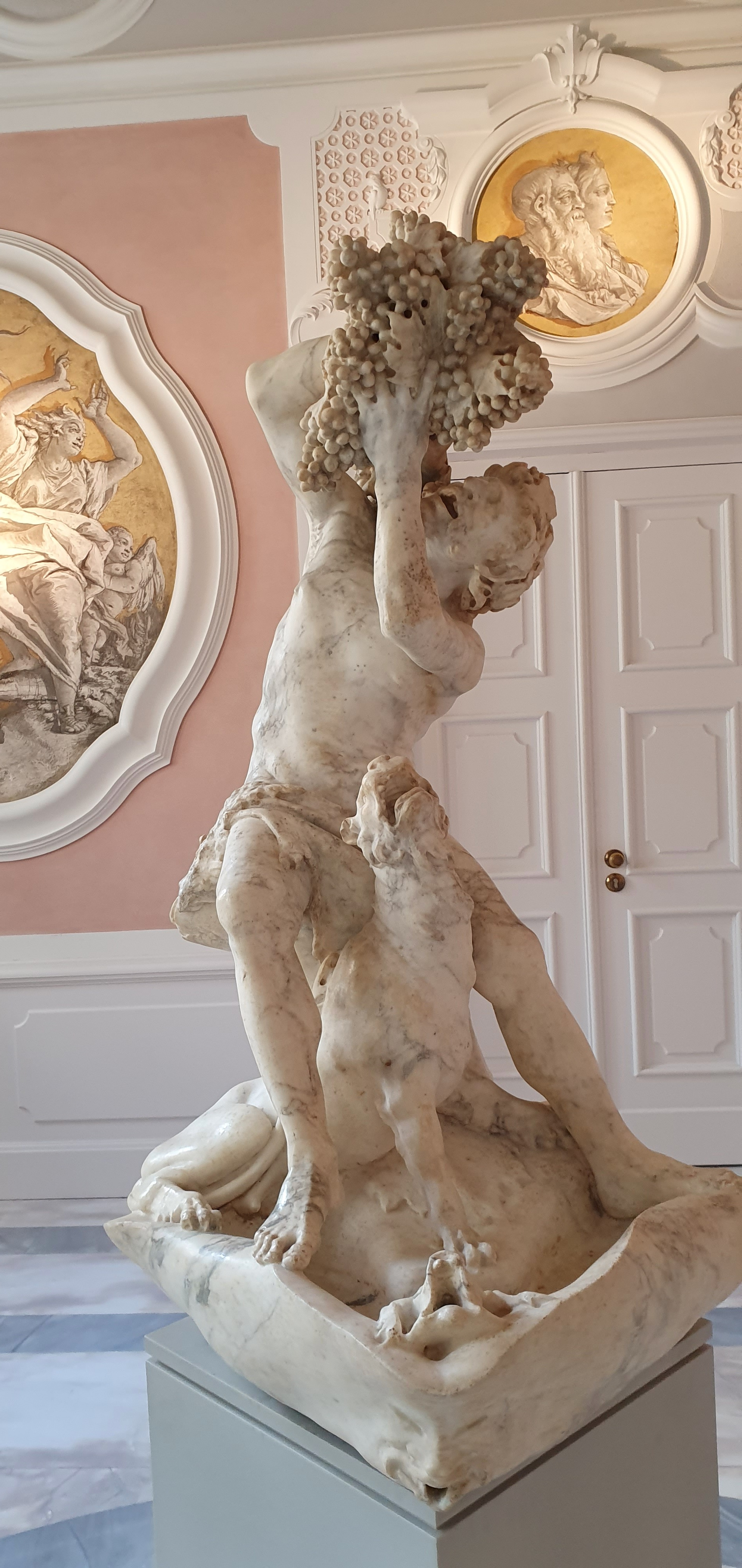
Estátua de Pietro Bernini encomendada por Jacopo Corsi e que hoje está no Museu Staatliche em Berlim.

Para fins recreativos e conseguir receber hóspedes dignos da mais alta classe florentina, Jacopo providenciou um lugar para jogos de basquete,  um passatempo que Jacopo frequentemente compartilhava com Piero e Giovanni de 'Medici e Virginio Orsini, seus amigos. Em 16 de setembro de 1595, Jacopo e Bardo contrataram Pietro Bernini por 145 liras para a confecção de uma importante escultura para a Villa Corsi. É a primeira vez que o nome do artista emerge na contabilidade familiar dos Corsi e posteriormente aparece em outro cadastro no qual, em maio de 1598, informa que a escultura foi terminada, sendo um camponês que espreme uvas, hoje mantido no Museu Staatliche em Berlim. 

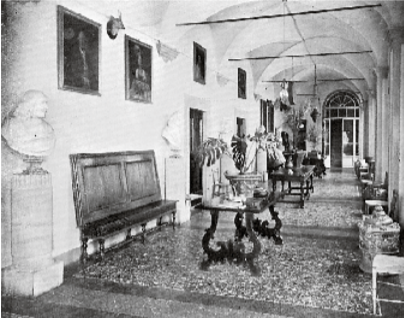
Galeria de 1625 criada pelo Monsenhor Lorenzo e pelo Marquês Giovanni.

 Após a morte de Jacopo em 1602 e de seu irmão Bardo em 1624, a Villa passou em 1625 às mãos do Monsenhor Lorenzo, que detinha uma vasta coleção de Arte construída em Roma, e seu irmão, o Marquês Giovanni, que era o atual detentor e morador da Villa. Ambos investiram fortemente em reformas, principalmente quanto à aquisição de esculturas e outros bens. Em 1625, Giovanni tratou de encomendar naturezas mortas para paisagismo e quadros de Baccio del Bianco, Francesco Furini e Pandolfo Sacchi para, juntamente com Lorenzo, criarem uma vasta e extensa galeria familiar.
Essa galeria, finalizada no mesmo ano, percorre toda a fachada esquerda da Villa que dá ao jardim, sendo uma das maiores conquistas artísticas realizadas pelos dois irmãos e que se mantêm até os dias de hoje. Em 1632, a mando de Giovanni e Lorenzo, a Villa e o seu jardim também sofreram grandes alterações com a contratação do arquiteto Gherardo Silvani e de Antonio Novelli para a restauração das esculturas feitas no século dezesseis por Antonio Corsi e a construção de uma Galeria com vistas ao jardim. Dentre as obras restauradas estavam o Misênio e o Tritão de Stoldo Lorenzi e o Sátiro de Pietro Bernini. Continuamente, em 1640 a 1641, contrataram Baccio del Bianco para a realização dos Afrescos da Villa e o brasão que hoje ornamenta sua entrada principal. Infelizmente, com a exceção do Brasão, muitas destas obras estão hoje perdidas. Por fim, renovaram todo o jardim, criando um aviário, um poço ao centro do jardim, um tanque de peixes e um sistema de vegetação selvagem que adornassem todo o ambiente.

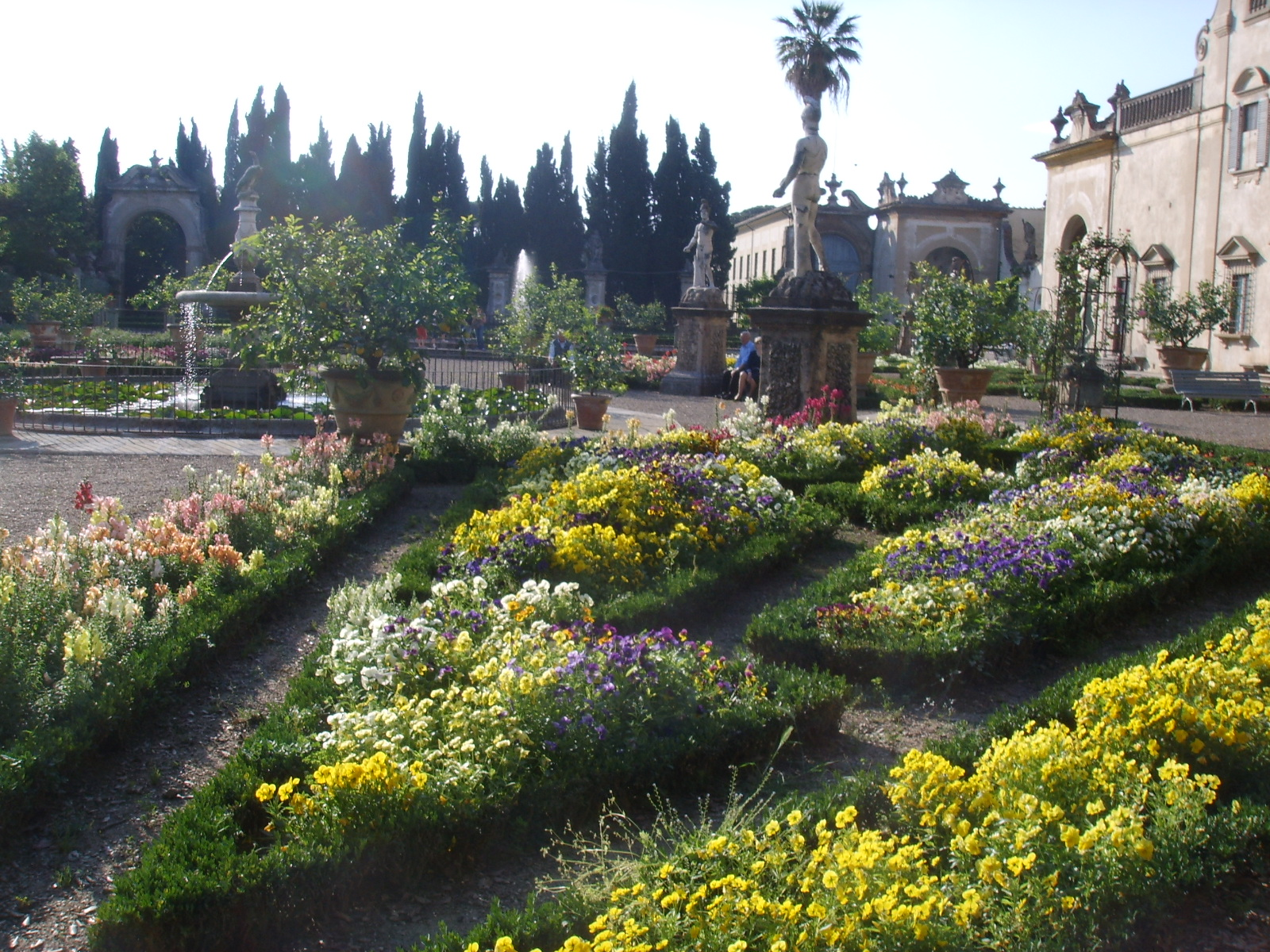
Jardim minimalista da Villa Corsi em 2017.

O Jardim em formato estrela então tornou-se ainda mais impecável, com um salão para árvores cítricas e um belo campo à sua frente, com algumas cavernas estrategicamente desenhadas, com estátuas de animais dentro feitas por Romolo Del Tadda. Tais ensinamentos foram seguidos continuamente pelos filhos de Giovanni, o Marquês de Montepescali Antonio Corsi e o Cardeal Domenico Maria Corsi, que ensinados pelo seu tio Lorenzo e seu pai, encarregaram de renovar, transformar e adquirir mais obras artísticas e novos bustos, além de criar novas galerias e terraços para a Villa. Em 1687, antes da conclusão dos bustos de Alessandro Rondoni, sessenta pinturas, incluindo “retratos de mulheres, flores, frutas e muitos tipos de animais" chegaram de Roma à Villa em Florença e foram adicionados à galeria de Arte da Família. Continuamente, com a morte de Domenico em 1697 no final do século XVII, a Villa Corsi parecia estar em seu ápice.

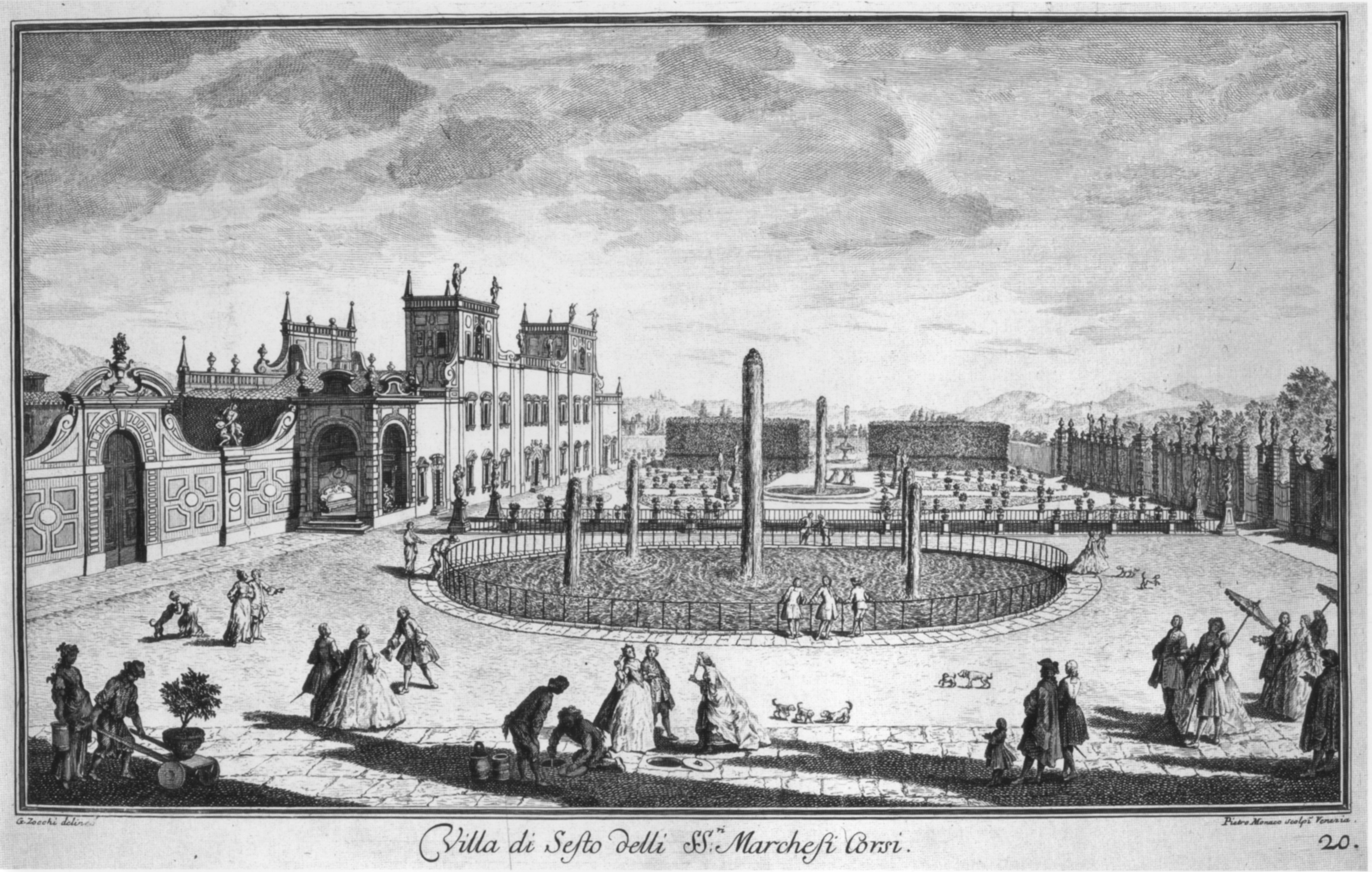
Gravura de 1750 por Giuseppe Zocchi, intitulada como "The Villa of the Marquesses Corsi".

No século XVIII, mais precisamente em 1750, fascinado pela grandiosidade do lugar, Giuseppe Zocchi, um dos maiores gravadores de sua geração, retratou a Villa em uma de suas pinturas, intitulada como "The Villa of the Marquesses Corsi". Em um inventário familiar de 1757 é relatada a presença de diversas obras artísticas expostas na Galeria Corsi: duas estátuas de mármore de três braços de altura, uma representando Lucrezia Roma, dois grupos de mármore de três braços de altura representando ninfas e pastores, uma estátua de uma cabra que brinca com um menino de asas com uma tigela de uvas em uma base de mármore, outra de uma pantera com um elfo e uma caixa de uvas, e quatro bustos de mármore representando, respectivamente, o Monsenhor Lorenzo Corsi, o Marquês de Montepescali Antonio Corsi, o Cardeal Domenico Maria Corsi e o Marquês Giovanni, além de seis quadro de óleo sobre telas de três e meio braços de altura, com insígnias da ordem das cortes da Europa de madeiramento escuro. Além destas esculturas destacadas foram numeradas muitas outras, que, construídas em 1740 por Vittorio Barbieri, representavam figuras mitológicas e foram postas nas ornamentações dos laranjais da família na parte externa da Villa.
Na segunda metade do século XVIII, o espaço da galeria foi reduzido para a criação de duas salas de estar, o pátio foi fechado, e as pinturas e as estátuas passaram pouco a pouco a serem realocadas de maneira mais compactada. No século XIX as aquisições foram diminuindo e quando a família passou por grave recessão financeira desfizeram de algumas obras de arte. Desde então passou, de geração em geração, sem ter algum destaque, apenas mudando de nome, de Villa Corsi para Villa Corsi Salviati, para então Villa Guicciardini Corsi Salviati, hoje aberta para visitas de turistas interessados em conhecer mais sobre a história florentina. A maioria dos arquivos históricos de administração da família repousavam nesta Villa, e hoje pertecem ao Archivo di Stato di Firenze, doado pelos descendentes no início do século XX.

###### Villa Montughi ou Villa Finally

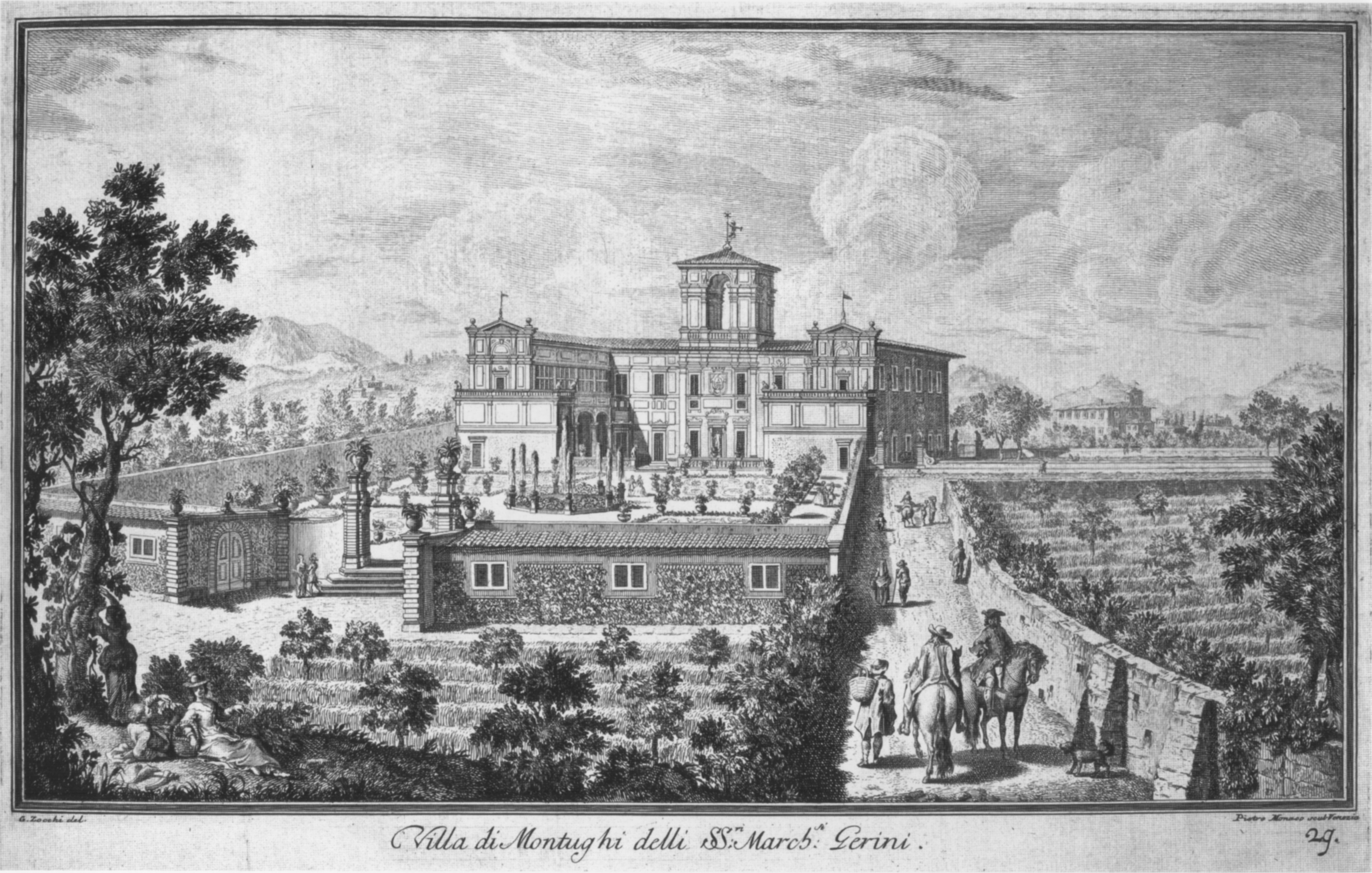
Outra gravura de Giuseppe Zocchi, desta vez intitulada como "Villa Montughi delli S. S. Marobi Gerini" retratam como
a vila era de 1744.

A Villa foi construída nas colinas de Fiesole no século XV, no auge do primeiro marco miliário a partir do portão de San Gallo, na estrada que ligava Florença a Bolonha. Iacopo Riccoldi mandou construí-lo em 1427 e comprou-o em 1430 de Niccolò di Domenico di Bernardo Giugni. Os sobrinhos deste último venderam-no em 1451 a Andrea di Lotteringo della Stufa e, em 1457, compraram-no Bernardo di Taddeo Lorini que o vendeu seis anos depois a Alessandro Martelli. Em 1534, Lucrezia di Francesco Martelli trouxe-o como dote a Giovanni d'Antonio Negrini de Mântua, que ficou viúvo em 1568 e vendeu-o a Bernardo Soderini.  Foi comprada em 1586 pelos irmãos Jacopo e o Marquês Bardo Corsi por 5.500 ducados – aproximadamente R$ 5.873.560,00 – dos herdeiros falidos de Bernardo de Niccolò Soderini. No inventário de Jacopo, pouco depois da sua morte em 1602, foi relatado a existência de um grande cravo (semelhante ao piano) na residência.  Para a Villa, então, foi com a compra de Jacopo e Bardo que se iniciou o período de esplendor. Príncipes, cardeais e embaixadores, bem como poetas e músicos famosos como Ottavio Rinuccini, Jacopo Peri e Giambattista Marino foram continuamente recebidos pelos Corsi nesta casa tão bem localizada na estrada para Bolonha, pouco antes de chegar ao portão de San Gallo. Muitas vezes o grão-duque instruía os senhores da casa Corsi a homenagear seus ilustres hóspedes, indo ao seu encontro para Pratolino ou acompanhando-os na partida por alguns quilômetros. 

###### Palazzo Corsinina Via del Parione

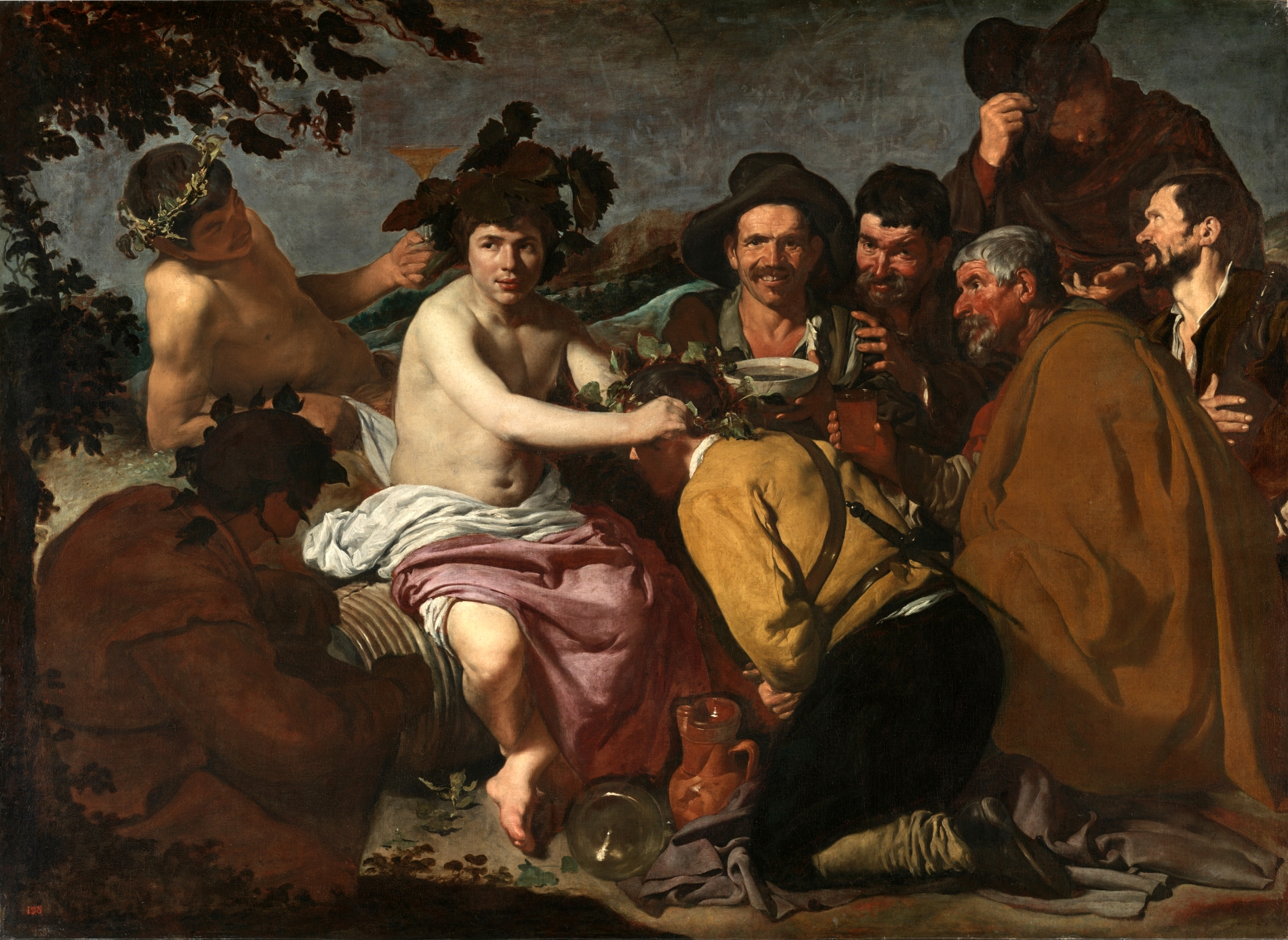
Triunfo de Baco por Andrea Bôscoli, encomendada por Jacopo Corsi em 1599, e erroneamente atribuída como sendo de Diego Velázquez.

Foi comprado em 1593 por Jacopo Corsi e nela residiu e realizou diversas reuniões de sua Camerata. Foi comprada de Don Giovanni de' Medici a quem era muito amigo e apegado. Esta ficava a frente do Palácio de Don Giovanni e foi vendida pelos herdeiros de Jacopo em 1610, poucos anos após sua morte. Tal edifício, entre 1598 e 1600, passou por diversas reformas de caiação, e implementação de mobílias, todas encomendadas por Jacopo. É neste mesmo local que se encontraram as numerosas antiguidades que haviam chegado de Roma para ele, e que haviam sido restauradas pelos seus escultores Giovanni Caccini e Cristoforo Stati. Em janeiro de 1599 foi construída uma "sala grande" em que convergiam paramentos de couro dourado, tapeçarias, portas com franjas de prata, esculturas e bustos – muito provavelmente os bustos feitos de sua família por Giovanni Caccini em 1593 – içados sobre alguns "banquinhos" pintados com as armas e cores da família por Pompeo Caccini, filho do músico Giulio, também empregado pelos Corsi por muitos anos. Uma grande pintura foi destinada a esta mesma sala com a representação de um Triunfo de Baco por Andrea Bôscoli, com uma procissão de Bacantes providenciada pelo próprio Cristoforo Stati para Jacopo em 1599, erroneamente atribuída a Diego Velázquez. Muitas tapeçarias foram compradas, e em grandes quantidades por Jacopo e Bardo. Cenas naturalistas ideais para criar ambientes Arcádicos e pastorais que parecem antecipar as soluções propostas por Cigoli para a primeira representação oficial de Eurídice no Palazzo Pitti.  Esses gastos se entrelaçam, em crescente compras e comissões para instrumentos musicais, suas respectivas afinações, e papéis de música. Indicativos mostram que nele foram realizados um "baile de máscaras" e uma "comédia", ou seja, muito plausivelmente, as representações da Dafne e os primeiros ensaios para o Eurídice. Foi uma espécie de palco privado da Casa Corsi, meramente recreativo e cultural, para um público ilustre, projetada nesse sentido, também, para que os compromissos de Jacopo com a música não entrassem em conflito com o cotidiano normal da casa de família, que não teria suportado durante muito tempo as idas e vindas de músicos, cenógrafos, pintores e escultores necessários à preparação de complexas representações cênicas. 

###### Palazzo Tornabuoni

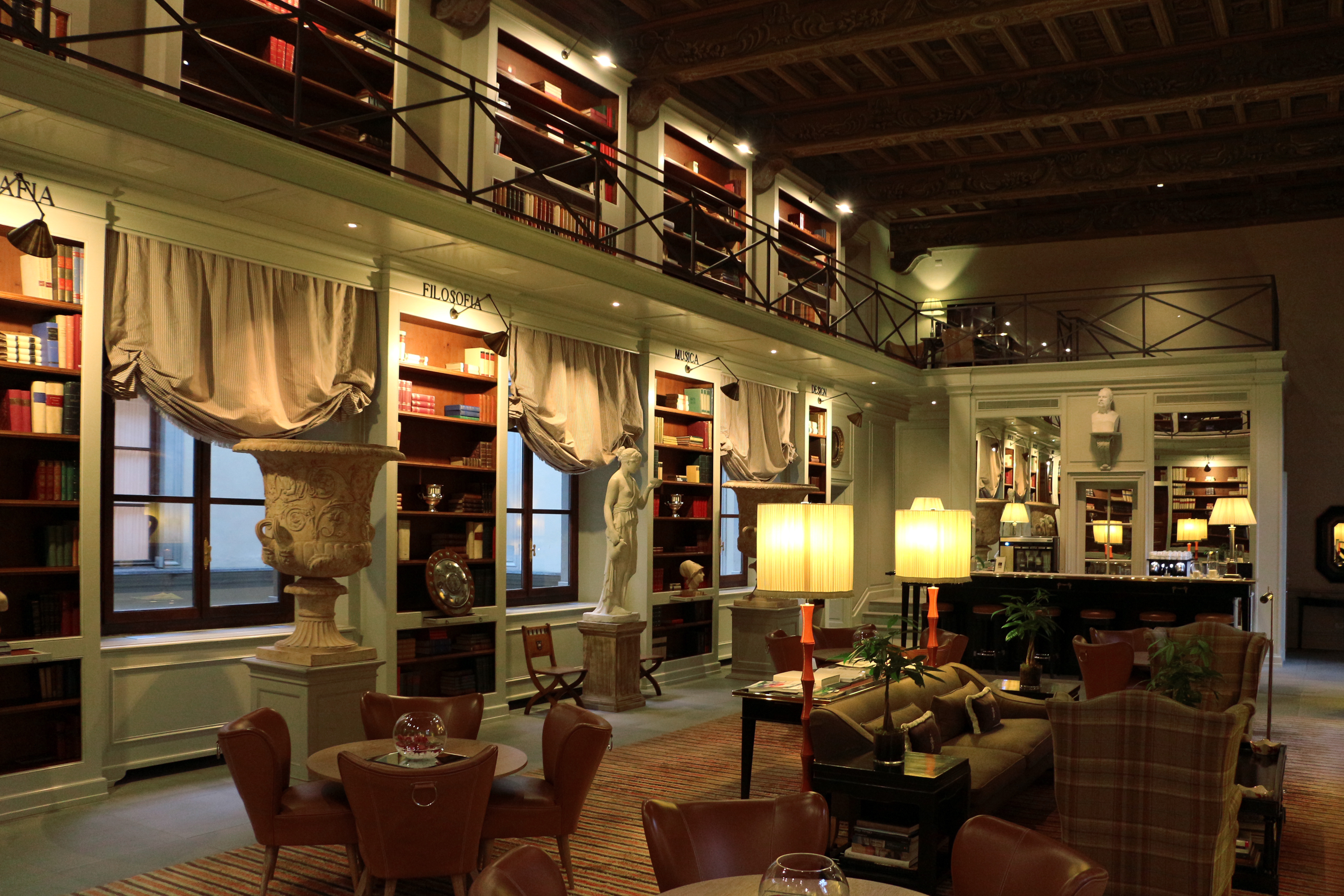
Biblioteca do Palazzo Tornabuoni em 2016.

Foi comprado em 1607 pelo Marquês de Caiazzo Bardo Corsi e permaneceu na posse da família até o final do século XIX, por volta de 1880. Se tornou o principal palácio de Bardo e grande referência, até hoje, para a história de florença. Neste palácio repousou, e ainda repousa, milhares de obras, desde pinturas à esculturas. Em 1607, cinco anos após a morte de Jacopo Corsi, Bardo, que havia herdado seus bens, a curadoria de seus filhos, e, por conseguinte, suas obras de arte, mandou transportar tudo que Jacopo Tinha de mais valioso para ornar ao Palácio Tornabuoni, incluindo "Orpheu" de Cristofano Stati.  Uma das principais aquisições que acompanharam o palácio fora o "Mercúrio de Bronze" de Zanobi Lastricati, que pertencia aos proprietários anteriores do edifício. Além disso o palácio foi ornado por Bardo com duas estátuas de pedra que pertenciam anteriormente ao jardim do palácio de Don Luigi de Toledo, adquiridas por seu irmão Jacopo em 1584, e um "galo de pedra", que havia sido esculpido por Orazio Mochi, além de brasões da família, também escupidos por Orazio, que só se finalizaram em 1610, três anos após a compra do Palácio. Em 1609 começou a reorganizar o pequeno jardim que estava localizado na parte de trás do prédio, de frente para a atual Via dei Pescioni. Para isso realizou as "divisões do horto", e em setembro enviou "quatro corbelli de esponjas e nichos de Pisa para uma fonte". Materiais estes que serviriam para cobrer uma caverna ou nicho esculpido na parede, provavelmente como pano de fundo para a estátua de Orfeu, que havia herdado de seu irmão Jacopo anos antes, transformando Tornabuoni na referência que é hoje para Florença.

###### Palazzo Corsi-Albizi

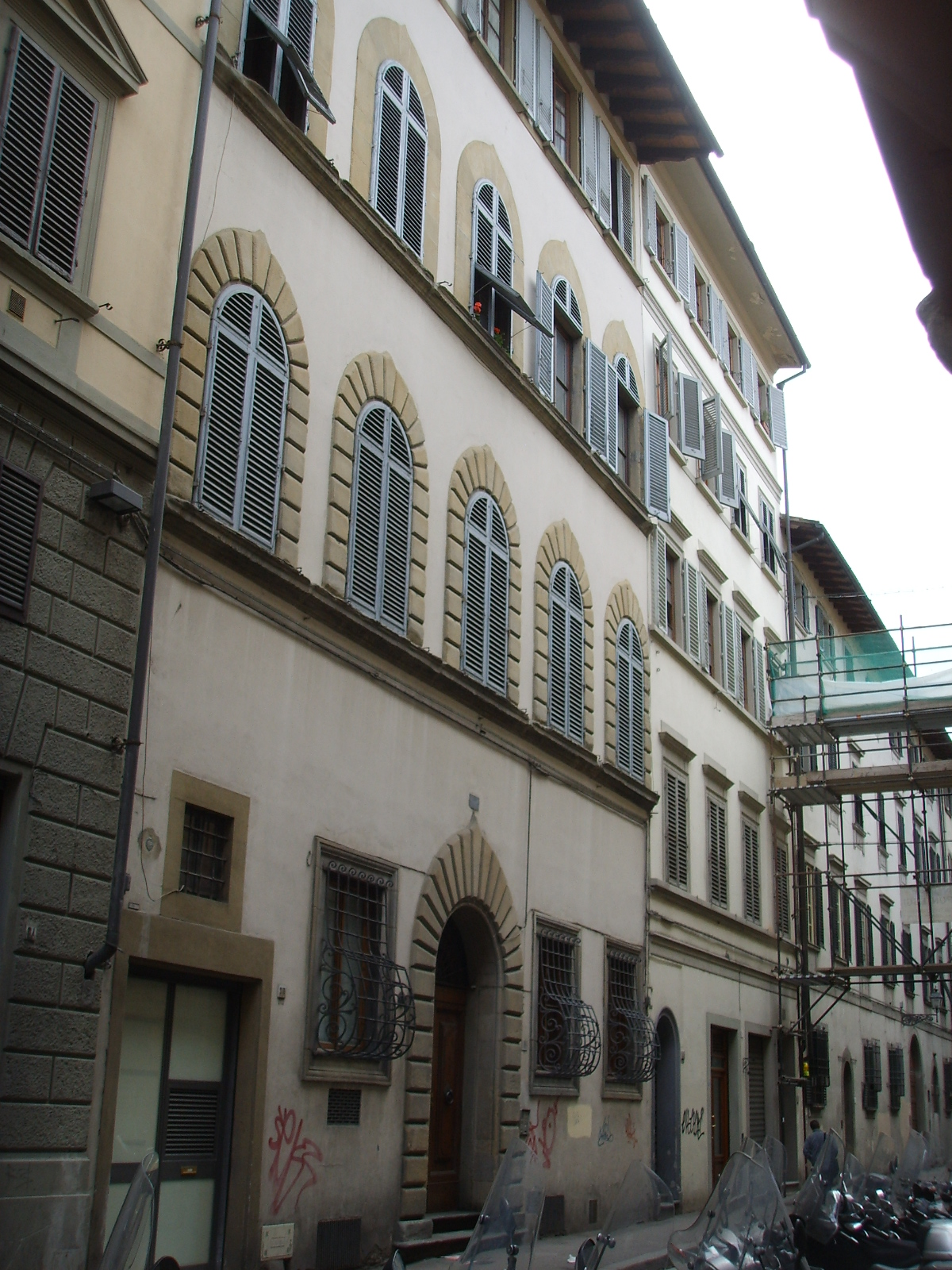
Fachada do Palazzo Corsi-Albizi.

O Palazzo Corsi-Albizzi está localizado na Via dell'Oriuolo  em Florença e é um dos únicos palácios conhecidos de um outro ramo que não aquele dos bem-sucedidos Corsi-Bonamici. Pertencente ao ramo dos Corsi di Ser Bartolo, o edifício, com sua arquitetura tipicamente florentina do final do século XIV, pertenceu às freiras da igreja vizinha de San Pier Maggiore até que foi comprada pelo Messere Filippo Corsi – filho daquele Domenico di Filippo Corsi, membro da Arte dei Corazzai e Spadai que foi enterrado em honras na Paróquia  de S. Paolino – e que havia recém se casado com Contessina degli Albizzi, filha de Filippo degli Albizzi e Contessa Donati. Foi neste imóvel que cresceu o Bispo de Florença Piero, filho de Contessina e Filippo.  De fato, Piero só conseguiu galgar tal feito em 1370 com o intermédio do seu tio de mesmo nome, Piero degli Albizzi, que amigo do Papa Urbino V, interveio para que lhe fosse concedida a nomeação. Desde então, o Palazzo passou a levar a alcunha deste casamento entre os Corsi e a família degli Albizzi. Outro membro ilustre que vivera neste palácio foi Marco di Luca Corsi, neto de Contessina e Filippo que, em 1420, financiou a construção da Basilica de San Lorenzo junto de outras grandes famílias, onde hoje possuem uma capela. Ali viveram até a extinção do ramo, no século XVII, que se deu na figura de um Filippo di Lorenzo di Bartolomeo Corsi, casado com Caterina di Giulio Francini, que aparecem fazendo uma doação significativa para o Hospital Santa Maria Novella em 1705. Após a morte de Filippo em 1735, e sua esposa Caterina, em 1749, o imóvel foi doado para a paróquia de San Lorenzo por força de um testamento.  Em pouco tempo em sua posse, a igreja revendeu o imóvel até que passou para as mãos do famoso escritor Atto Vannucci, onde nele faleceu em 1883. 

###### Giardino Corsi Annalena

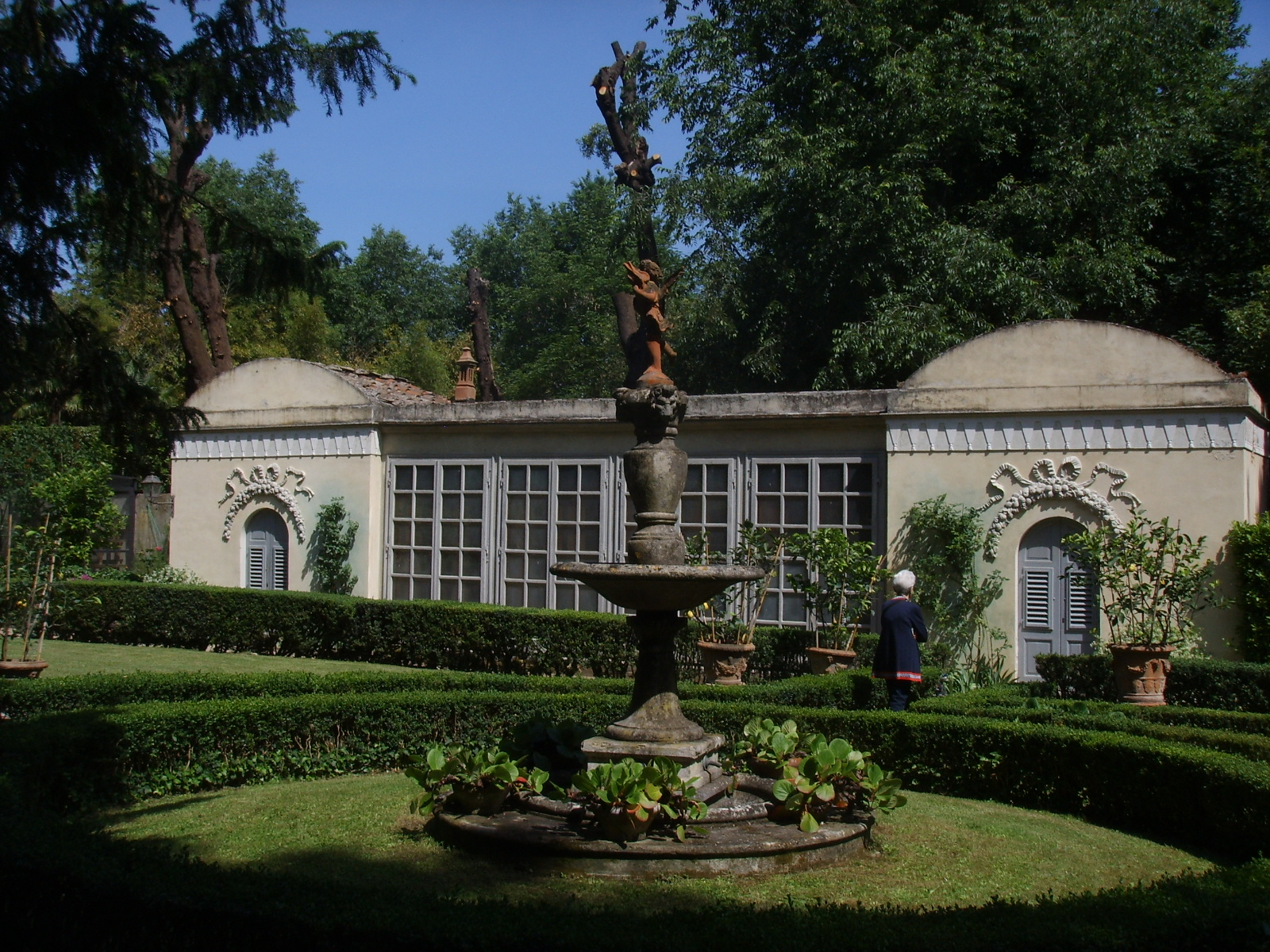
Giardino Corsi Annalena

O mosteiro de San Vincenzo, fundado pela Condessa Annalena Malatesta, filha do Conde Galotto Malatesta, foi criado nesta terra por volta de 1441. Atravessada pelas fortificações construídas por Cosimo I durante a guerra contra os Sieneses, a área foi novamente virada de cabeça para baixo com sua demolição em 1571 . Sob essas fortificações, Cosimo I teve uma passagem subterrânea escavada que atualmente conecta os jardins Boboli, Corsi e Torrigiani . Esta rota subterrânea, cujos vestígios ainda são evidentes, permitiu que Cosimo I deixasse Florença intacta. No ano de 1791 o Marquês Tommaso Corsi comprou este meio hectare de horta e neste terreno, geralmente referido como o "Pomar dos Mouros", e contratou o arquiteto Giuseppe Manetti entre 1801 e 1810 para construir o que hoje pode ser considerado o primeiro exemplo de jardim romântico em Florença. Aproveitando sabiamente a grande massa de material que invadiu o terreno, a área foi elevada acima das ruas circundantes, com uma série de vistas panorâmicas que culminaram no terraço da via dei Serragli. Embora a extensão fosse modesta, Manetti conseguiu criar um ambiente com vários "quartos" para que ao visitá-lo perdesse a impressão de estar dentro de uma cidade, isolando-se em um ambiente natural idealizado. 

###### Palazzo del Circolo dell'Unione

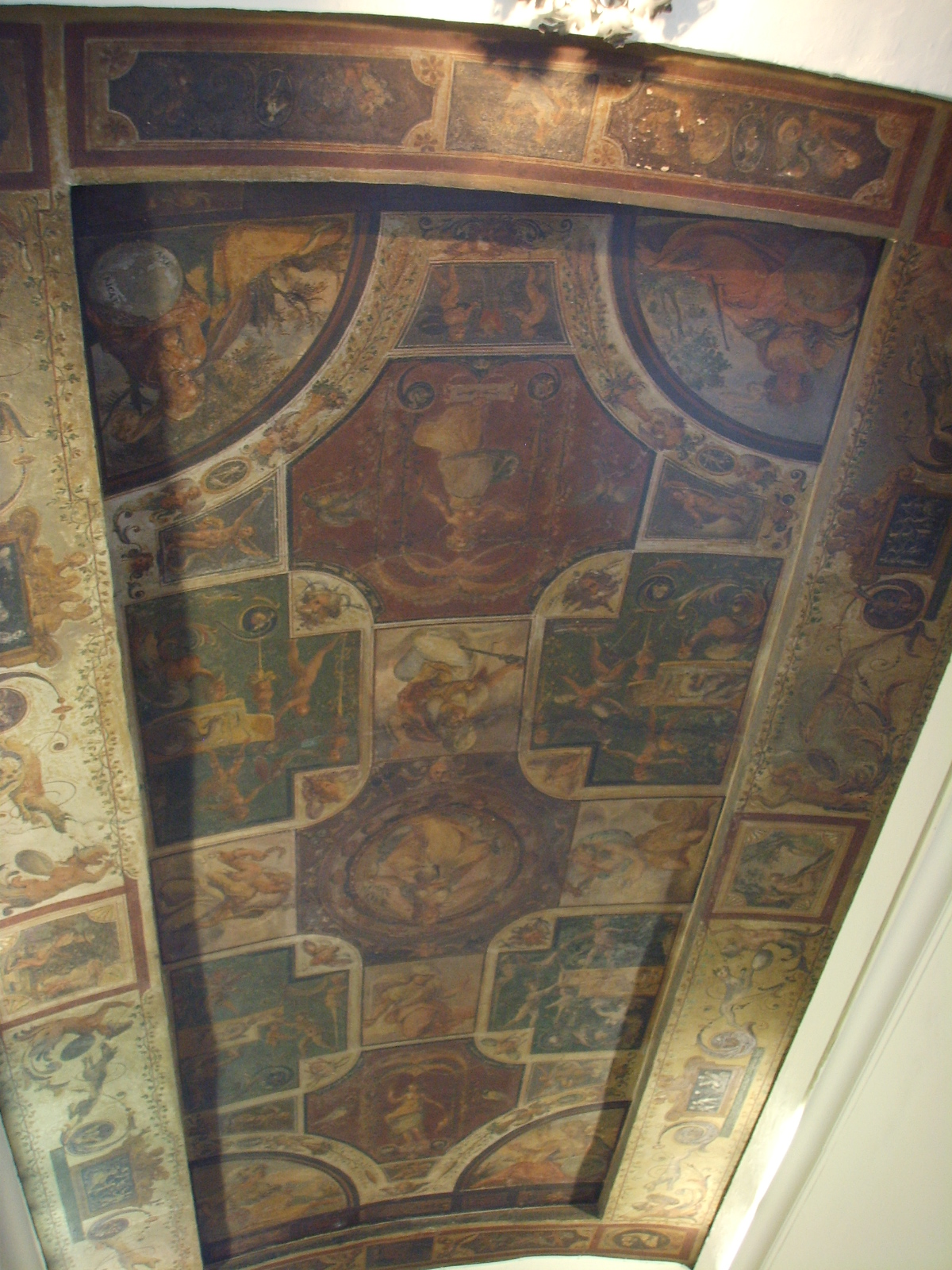
Decorações grotescas da abóbada do hall de entrada do Palazzo

O Palazzo del Circolo Unione é um edifício localizado na via Tornabuoni 7 em Florença. Também é conhecido como Palazzo Corsi, Palazzo della Commenda da Castiglione ou Palazzo Montauto.  Nesta área tinham algumas casas dos Ughi, depois dos Monaldi, vendidas em 1485 aos Strozzi e depois aos Sassetti, até serem compradas em 1559 pelo Senador Simone di Jacopo Corsi que encarregou o trabalho para a criação de um palácio de família a Giorgio Vasari, que, por fim, foi sucedido na demanda por Bartolomeo Ammannati. Durante o tempo em que os Corsi detinham o Palazzo, contrataram os serviços de Cosimo I de’ Medici como arquiteto, que criou um alçado sóbrio na fachada, caracterizado por várias fileiras de janelas emolduradas por pietra serena com desdobramentos semelhantes aos de espelhos ou molduras de pinturas.  O portão encimado por um terraço é um dos primeiros exemplos dessa combinação em Florença e foi retomado em numerosos palácios nos séculos seguintes. A partir do final do século XVI, a fachada também apresentava uma rica decoração de afresco, como evidenciado por uma vista de um autor anônimo e vários testemunhos, incluindo o de Agostino Lapini que relatou em seu Diário de 1596, assim como a presença de quatro retratos de homens ilustres, incluindo Cosimo I. As decorações grotescas da abóbada do hall de entrada talvez permaneçam desse período, no estilo próximo ao de Bernardino Poccetti. Para Anton Francesco Grazzini, a fachada era a mais bonita de todas as fachadas pintadas da cidade. Os Corsi mantiveram o palácio até 1780, depois passaram para os Da Castiglione, que mandaram instalar no portão o busto de Francesco I de' Medici feito por Giambologna, obra de 1577 ligada à outorga da Comenda da Ordem de Santo Stefano a família da qual herdou um dos nomes do edifício. 

##### Outros Palácios
Palazzo Corsi na cidade de Anghiari (Arezzo)

#### Igrejas, Monastérios, Capelas e Tumbas
Além de fundarem a igreja Santa Maria dei Candeli, como já supramencionado, os Corsi – representados na figura do ramo dos Corsi di Ser Bartolo – também possuem uma Capela nomeada S. Giuliano na Basílica de San Lorenzo, erguida em sua homenagem por terem financiado a sua construção após a antiga, que ficava na mesma localidade, ter pego fogo. 
Essa Capela conta também com uma tumba, onde constam ao menos nove sepultamentos, sendo o último datado em 1657. A respeito desta Capela, Andrea Bettini a descreve em 1860 como sendo a oitava, primeira da cruz, onde no altar se encontrava um presépio que se criam ser de Cosimo Rosselli. Na atualidade, ao lado da tumba, acrescentaram na Capela um crucifixo de Jesus, que foi feito por Antonio del Pollaiuolo, amplamente divulgado pela mídia quando da sua restauração em 2017. Atrás dele, foi embutido um quadro de vitrais do bispo católico dinamarquês Niccolò Stenone (1638-1686). Uma outra pintura do século XIV pode ser observada na lateral da Capela. 
Uma outra Capela na Paróquia de Santa Maria Alberighi foi herdada aos Corsi di Ser Bartolo em 1515 através do matrimônio destes, na figura de Bonaccorso di Antonio di Ser Bartolo Corsi, com a última da estirpe da família de’ Nemi – ou de’ Nomi – Lucrezia di Alessandro. 
Em sequência, a Paróquia de Santa Maria Novella também possuí diversas tumbas de longa data, mas ao menos três se destacam, todas também dedicadas ao ramo dos Corsi di Ser Bartolo, de onde despontam inclusive os primeiros sepultamentos realizados nesta paróquia. O de Bonaccorso di Antonio di Ser Bartolo se encontra embutido dentro da Paróquia, enquanto os demais ancestrais repousam no cemitério da Piazza em frente à igreja. Baldassare Bonaiuti, mais conhecido pelo seu codinome Marchionne di Coppo Stefani, em seu livro Istoria Fiorentina, especificamente no Tomo IX, página 224, descreve o túmulo de Bonaccorso como sendo o de número 14, embutido no corredor da parte central da igreja, do escalão médio até a porta, onde o brasão está como assim traduzo: “Um leão meio vermelho e meio verde, cortado por uma linha branca, e acima um rastrelo com três lírios”; é este o brasão tradicional da família Corsi, sendo o túmulo de Bonaccorso a maior fonte de prova consubstancial de que os Corsi di Ser Bartolo, apesar de terem mudado sua alcunha, não alteraram o brasão familiar, que continuou sendo aquele primeiro e tradicional da família. 
Em San Paolino se encontram também alguns sepultados e tumbas,  como Domenico di Filippo Corsi, que atuou na Arte dei Corazzai e Spadai, qual sepultamento se deu em honras. Um outro túmulo deste ramo, desta vez dos Corsi-Albizzi, é aquela tumba de Lorenzo di Giovanni di Messere Filippo Corsi, localizada em Santa Maria del Carmine. 
Na Basílica de Santa Croce há uma outra Capela designada como “Altar dos Corsi” onde, dentre outras tumbas, se encontra uma pertencente a família Altoviti. A tumba da família Corsi mais antiga nesta paróquia é aquela nomeada genericamente como “Corsi-Bonamici”, com datagem de 1298, onde se pode assumir que estejam enterrados os progenitores deste ramo, Ser Francesco e sua esposa  Cilia di Corso di Bardo di Buonamico Bonamici, assim como alguns de seus filhos. Uma segunda tumba familiar, localizada no claustro terceiro ao lado sul, perto das colunas, revela o sepultamento de ao menos outros dois indivíduos, Francesco di Lapo e Giovanni di Lapo.  A terceira tumba, localizada ao ar livre, no claustro da paróquia, é de Simone di Lapo e dos seus filhos. O último de maior destaque, que se encontra dentro da paróquia, embutido no chão do Altar da família Cavalcanti, é dedicado a Bardo di Francesco Corsi, falecido em 1379, pioneiro da família na Arte della Seta, Cônsul Florentino que foi em Nápoles em 1348, e o primeiro membro da família Corsi a alcançar o Priorato delle Arte, a posição de Gonfalonieri di Giustiza, de membro dos Dodici Buonomini e dos Sedici Gonfalonieri di Compagnia, sendo o primeiro indíviduo da família que alcançou destaque político máximo em Florença. 

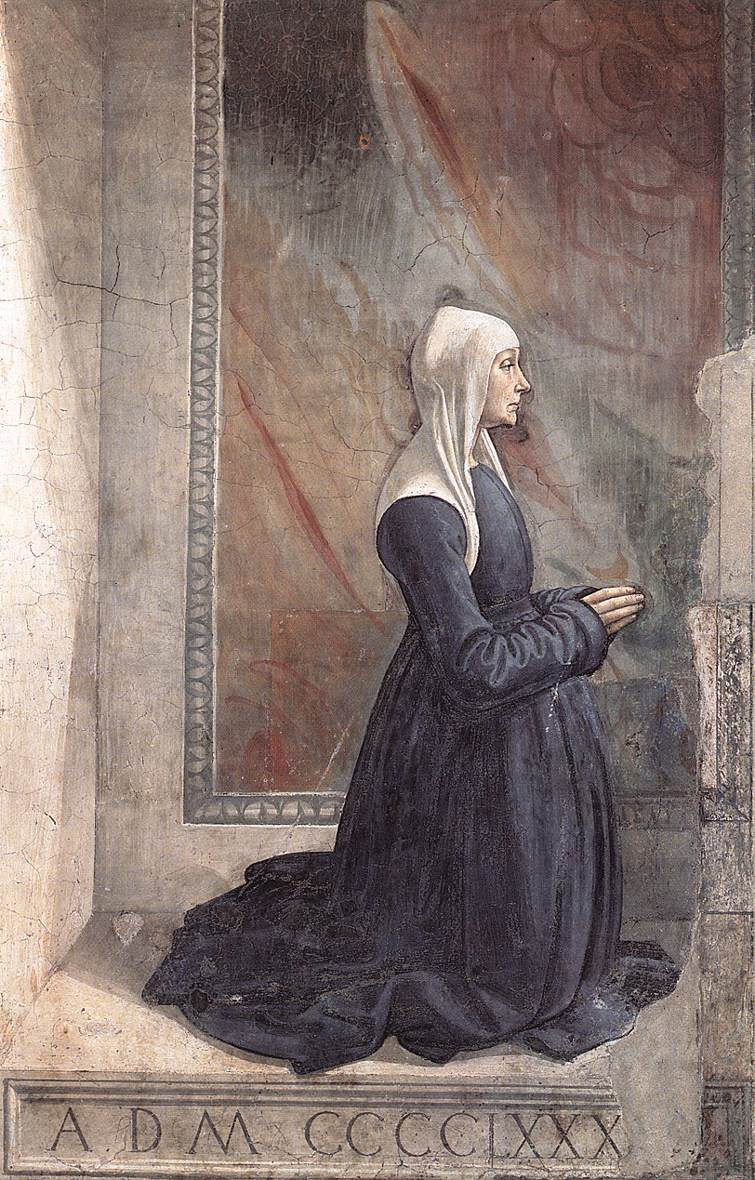
Nera Corsi by Domenico Ghirlandaio

Em Santa Maria degli Angeli – antigo monastério de mesmo nome – foi elevada em 1402 a construção de um monastério camaldulense por Domenico di Francesco di Lapo di Ser Francesco Corsi, que apelidou de San Benedetto. Neste mesmo local se ergueu uma Capela para Domenico e seus descendentes, onde com frequência visitavam e faziam festividades. Os livros, que são tudo que resta deste monastério, hoje arquivados junto a igreja Santa Maria degli Angeli, indicam que diversos membros da família foram nela sepultados, incluindo não só o próprio Domenico, como alguns de seus filhos, netos e bisnetos. Com o assédio de Florença, foi quase que completamente destruída, e muito pouco do edíficio medieval ainda persiste aos dias atuais. Por fim, em Santa Trinita se encontra a tumba de Nera di Piero Corsi, única esposa de Francesco Sassetti, bancário, sendo, segundo o livro Art Patronage, Family and Gender in the Renaissance Florence de Maria DePrano, o único túmulo feminino não apenas em Florença, mas em toda Itália até o século XV para uma mulher casada. Em 1478, o marido de Nera, Francesco, comprou os direitos de construção de uma capela funerária na basílica de Santa Trinita e, para tanto, contratou o artista Domenico Ghirlandaio entre 1483 e 1485 para sua confecção, o que foi feito. Concluído os trabalhos, nesta capela hoje se encontram um ciclo de afrescos que se complementam, dedicados a história de Francesco, além de retratos de sua família, imagens de Florença, homenagens a San Francesco e um retábulo sobre o tema “Adoração dos Pastores”. Francesco Sassetti morreu em 1490 e Nera pouco depois, em 1507. Ela foi enterrada no túmulo que lhe havia sido reservado na capela, construído anos antes por Giuliano da Sangallo, o que era algo extremamente incomum para os costumes da época,  e que acabou se tornando, mais tarde, um marco histórico e cultural.

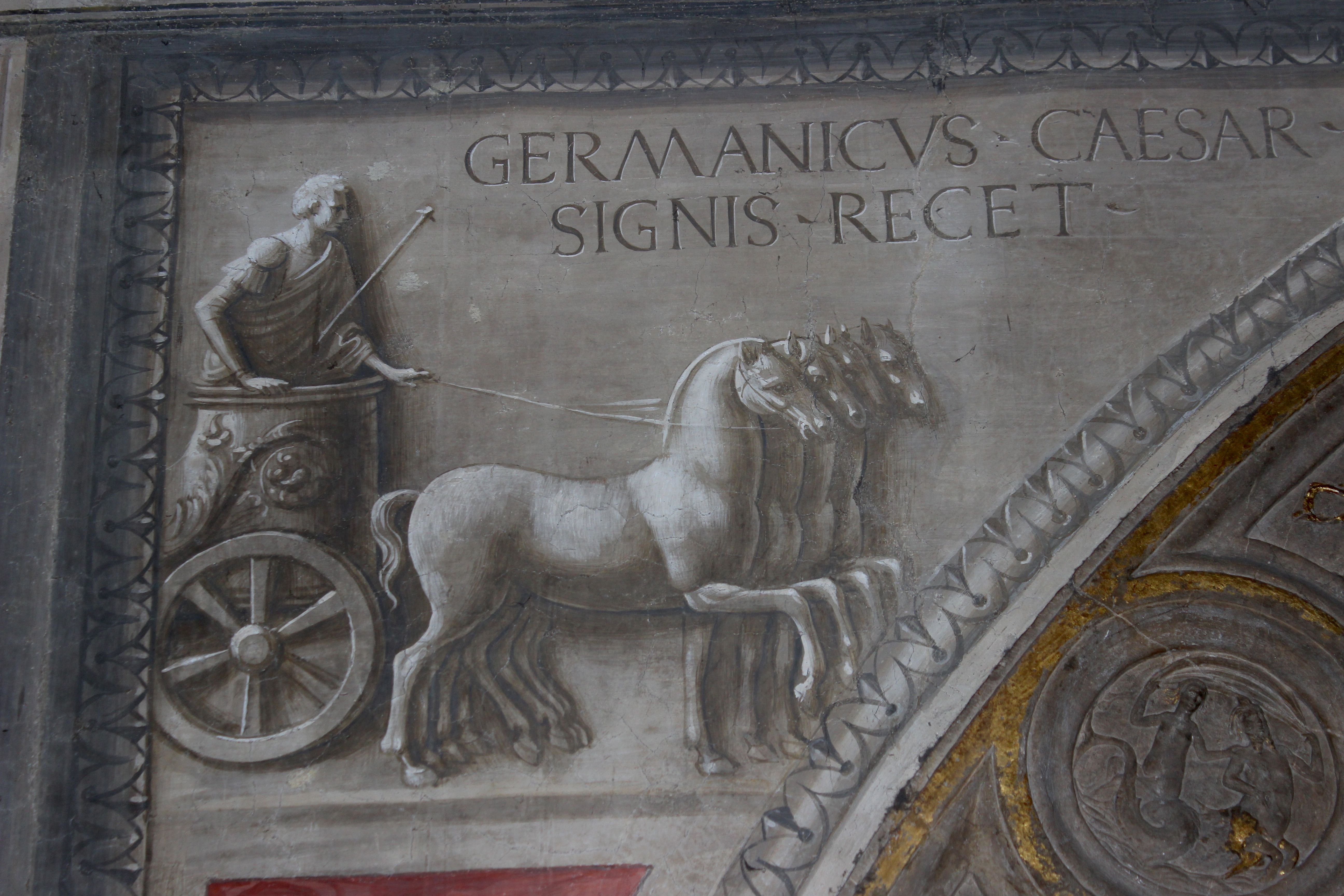
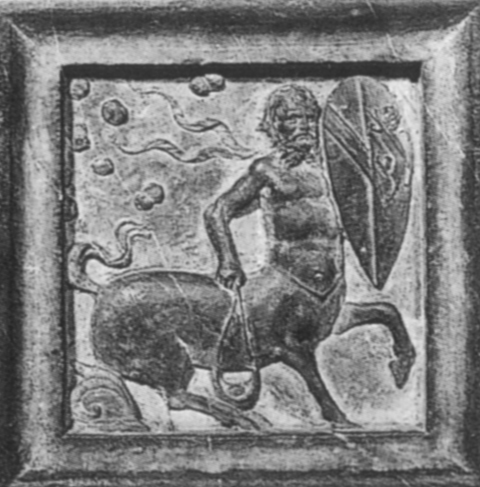
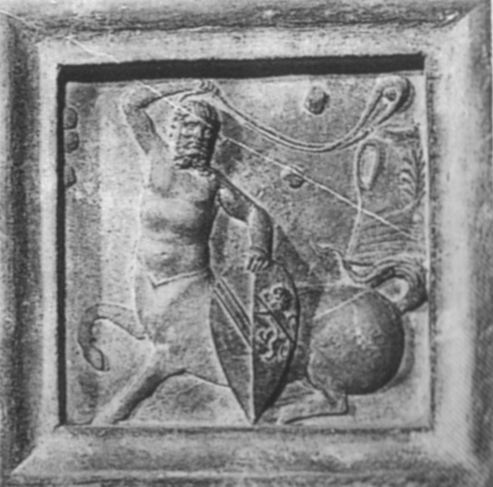
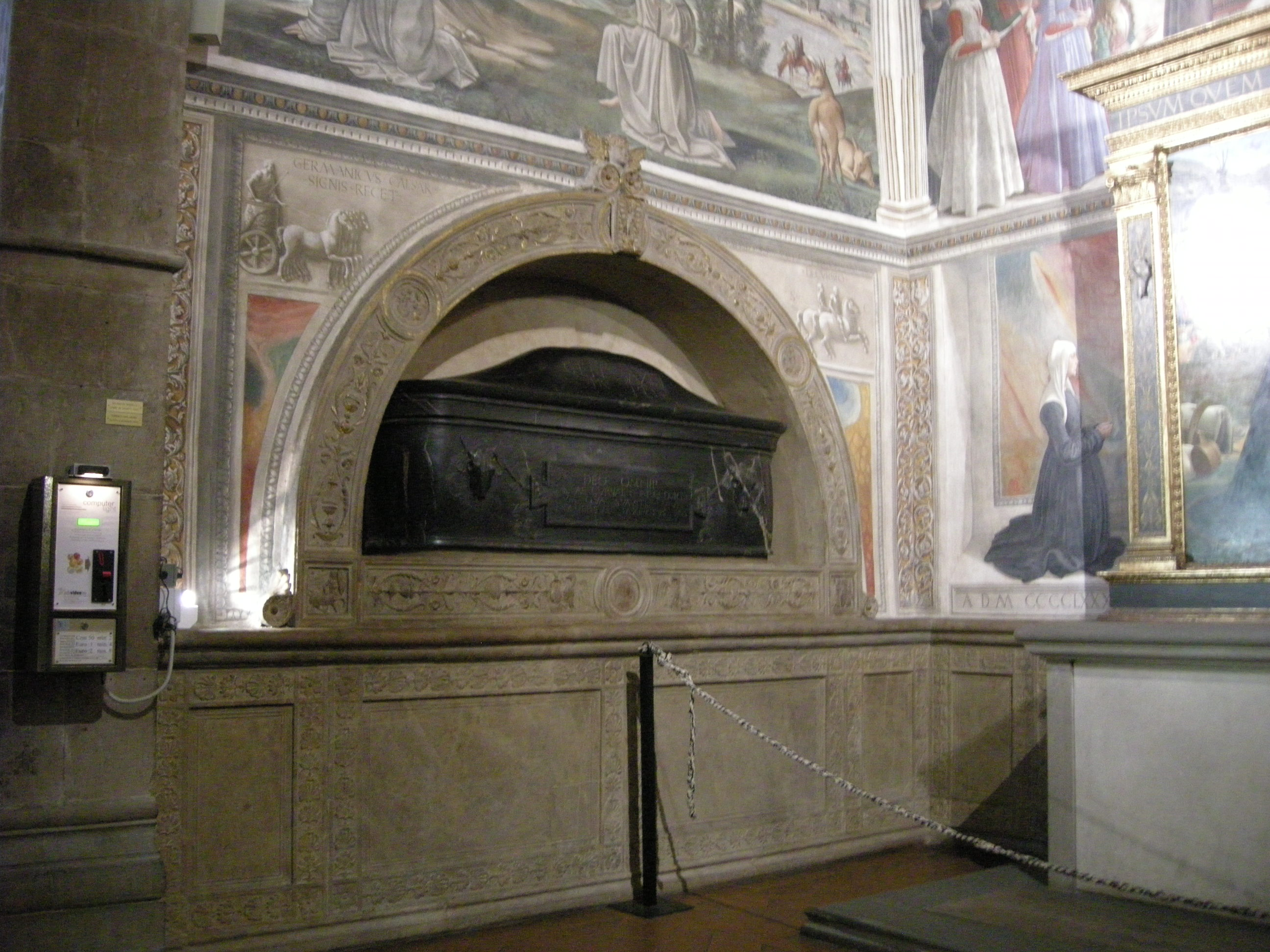
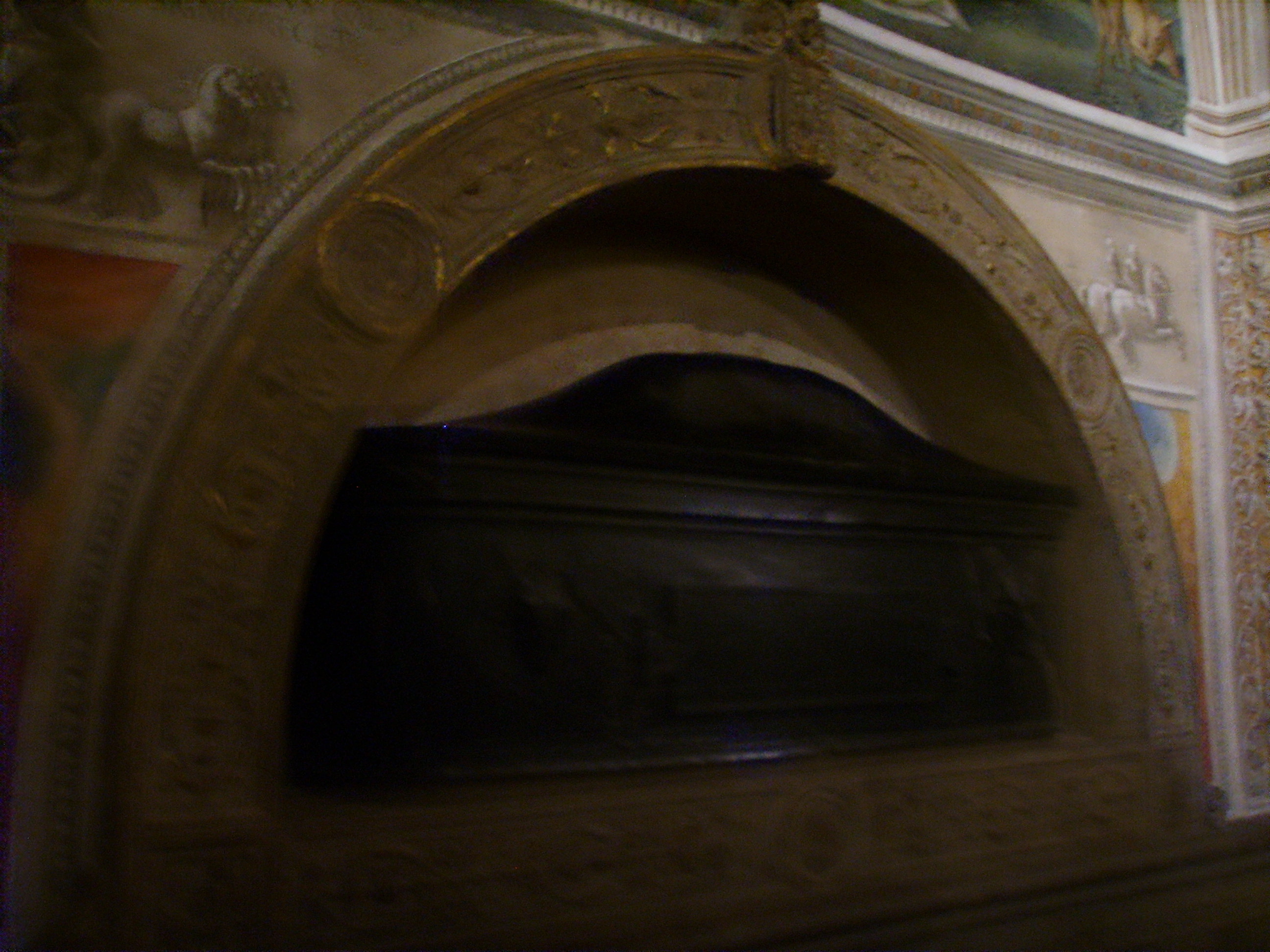
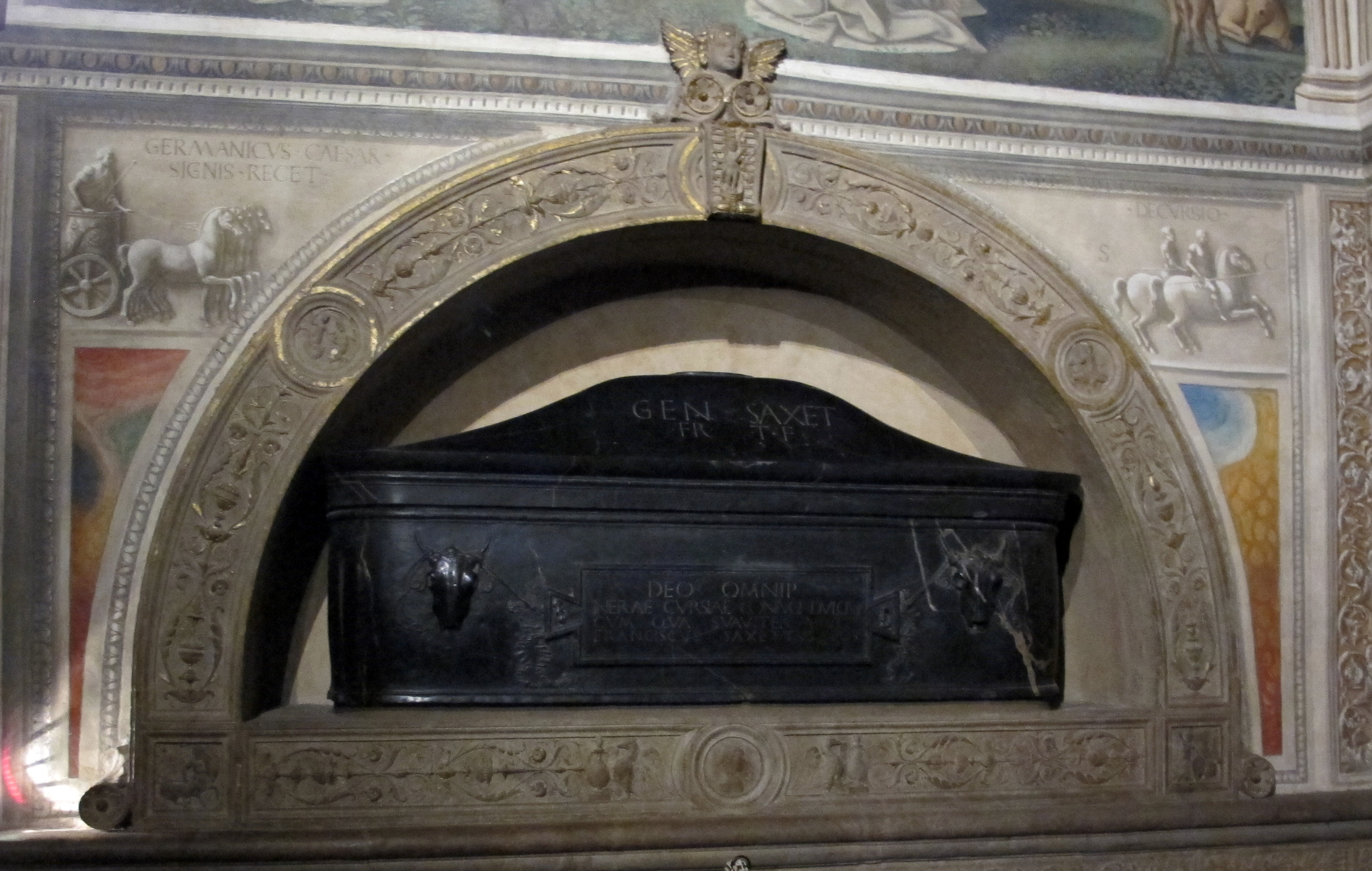
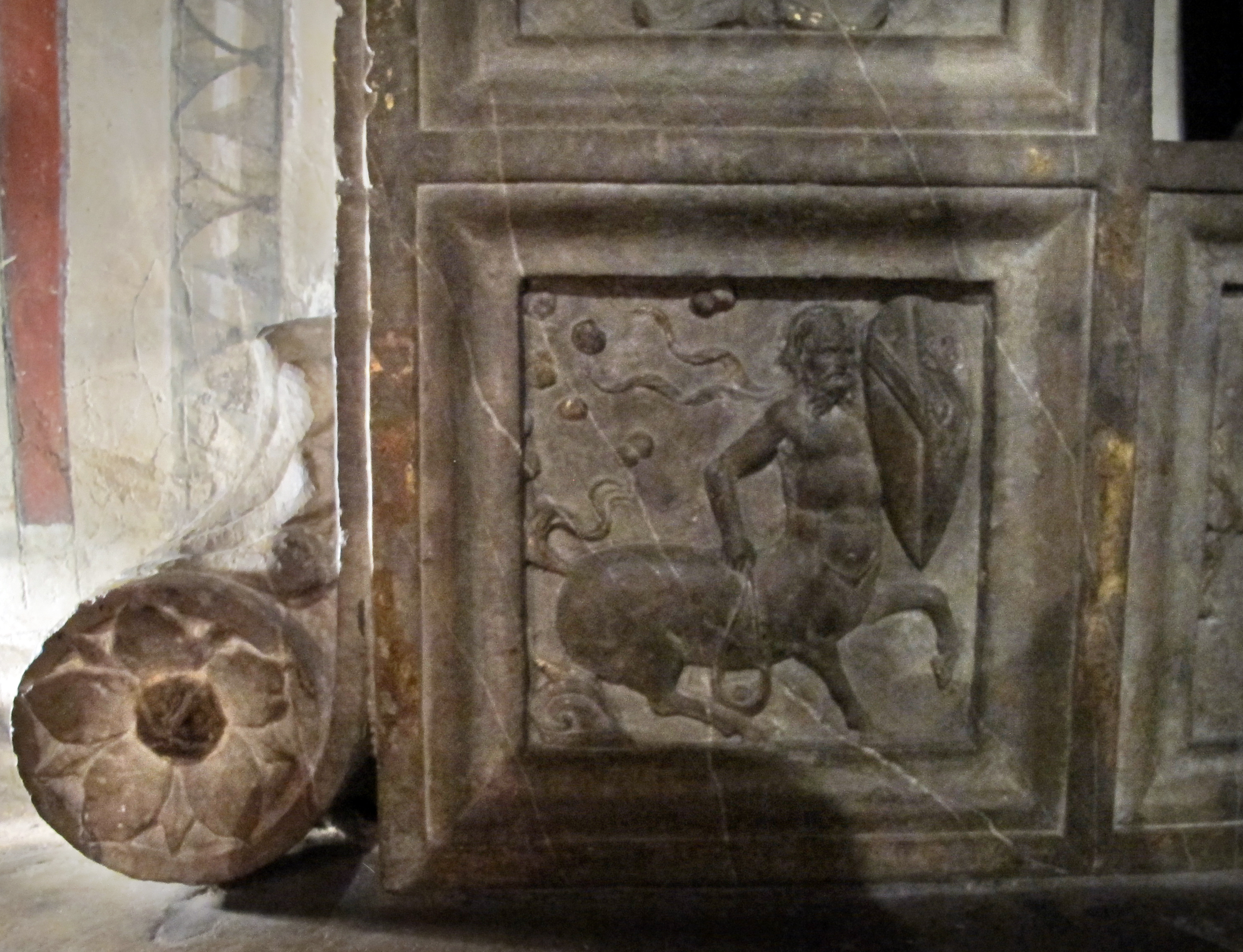
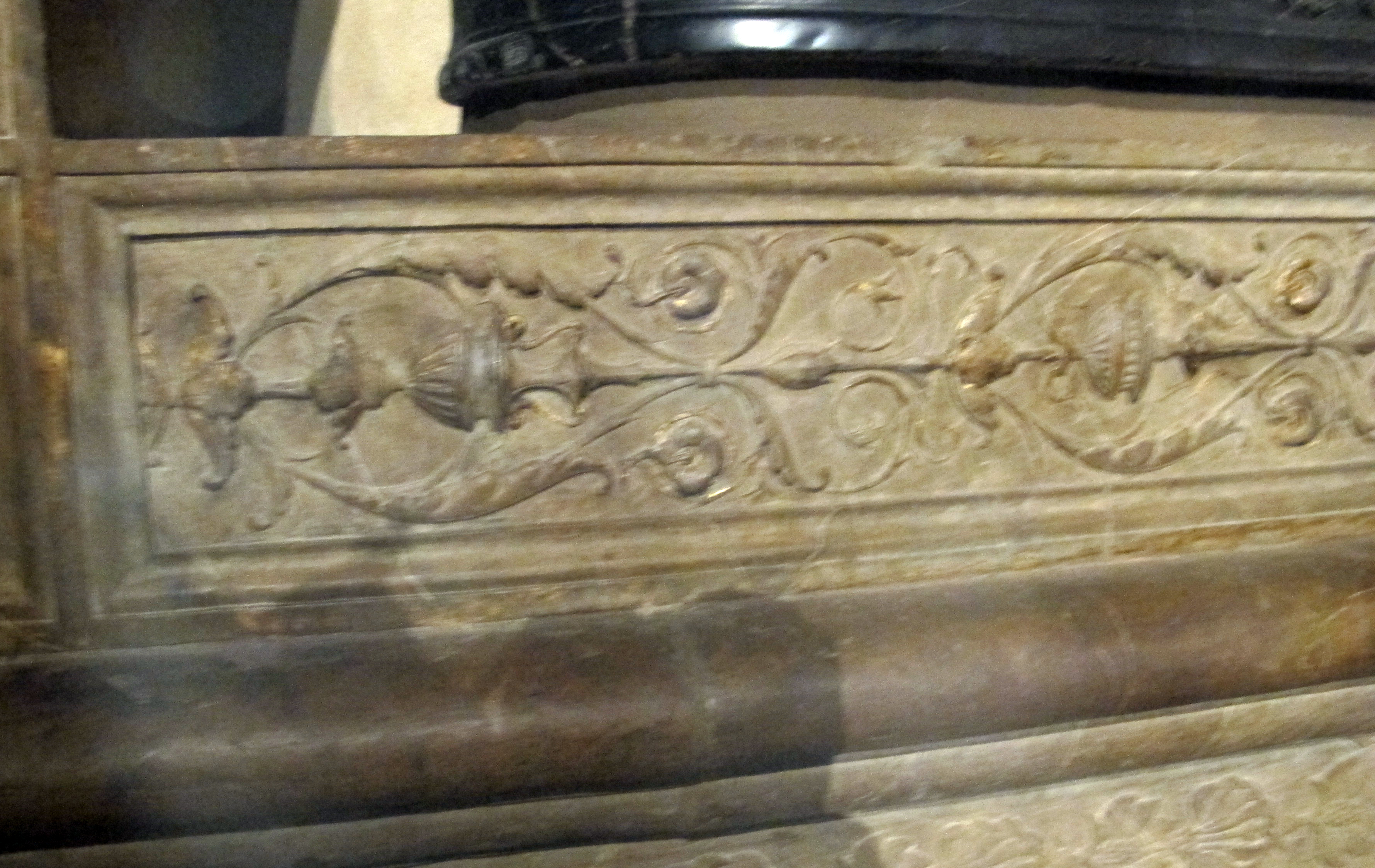
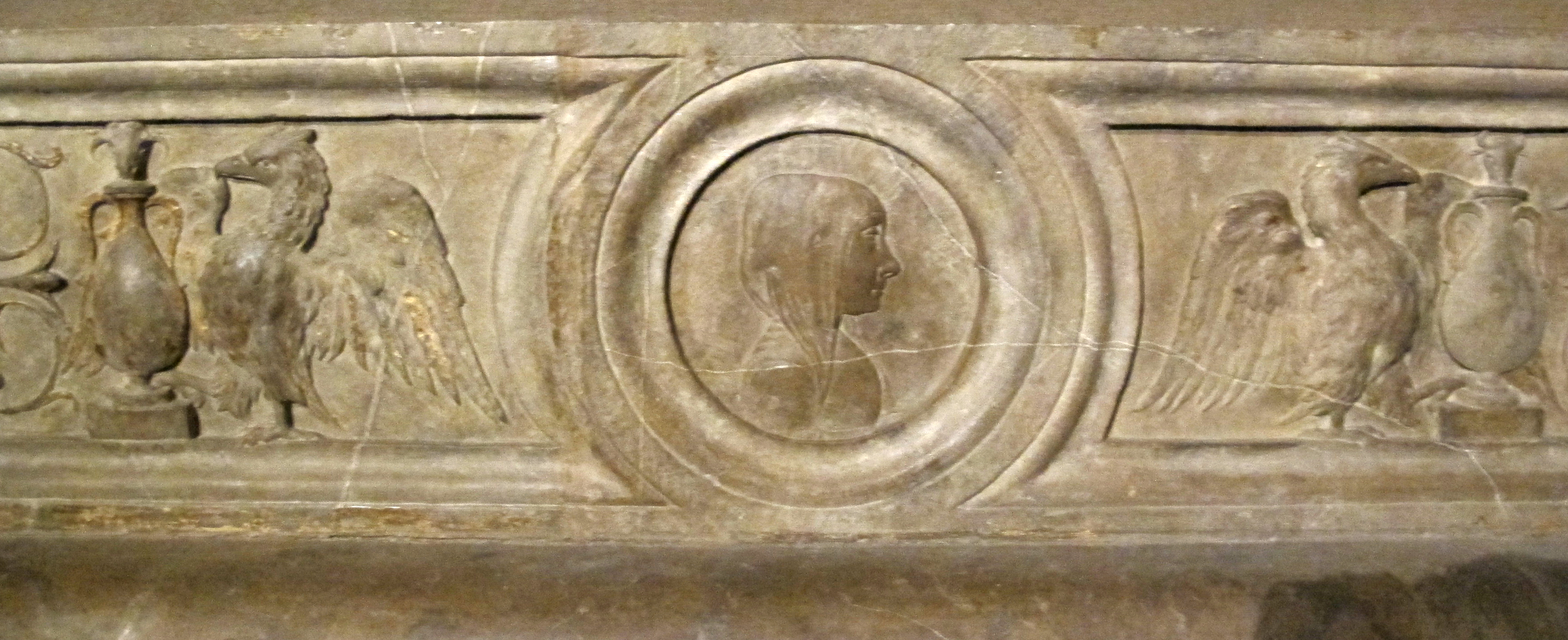